# فهرست سیارک‌ها (۱۷۴۰۰۱–۱۷۵۰۰۱)
فهرست سیارک‌ها (۱۷۴۰۰۱ - ۱۷۵۰۰۱) فهرست سیارک‌ها از ۱۷۴۰۰۱ تا ۱۷۵۰۰۱ است.
| نام    | نام انگلیسی | تاریخ کشف       |
| ------ | ----------- | --------------- |
| ۱۷۴۰۰۱ | 2001 XJ235  | ۱۵ دسامبر ۲۰۰۱  |
| ۱۷۴۰۰۲ | 2001 XV246  | ۱۵ دسامبر ۲۰۰۱  |
| ۱۷۴۰۰۳ | 2001 XF249  | ۱۴ دسامبر ۲۰۰۱  |
| ۱۷۴۰۰۴ | 2001 XC261  | ۱۱ دسامبر ۲۰۰۱  |
| ۱۷۴۰۰۵ | 2001 XU262  | ۱۳ دسامبر ۲۰۰۱  |
| ۱۷۴۰۰۶ | 2001 YT7    | ۱۷ دسامبر ۲۰۰۱  |
| ۱۷۴۰۰۷ | 2001 YW7    | ۱۷ دسامبر ۲۰۰۱  |
| ۱۷۴۰۰۸ | 2001 YW8    | ۱۷ دسامبر ۲۰۰۱  |
| ۱۷۴۰۰۹ | 2001 YV9    | ۱۷ دسامبر ۲۰۰۱  |
| ۱۷۴۰۱۰ | 2001 YC10   | ۱۷ دسامبر ۲۰۰۱  |
| ۱۷۴۰۱۱ | 2001 YT15   | ۱۷ دسامبر ۲۰۰۱  |
| ۱۷۴۰۱۲ | 2001 YL22   | ۱۸ دسامبر ۲۰۰۱  |
| ۱۷۴۰۱۳ | 2001 YQ36   | ۱۸ دسامبر ۲۰۰۱  |
| ۱۷۴۰۱۴ | 2001 YS43   | ۱۸ دسامبر ۲۰۰۱  |
| ۱۷۴۰۱۵ | 2001 YN57   | ۱۸ دسامبر ۲۰۰۱  |
| ۱۷۴۰۱۶ | 2001 YW84   | ۱۸ دسامبر ۲۰۰۱  |
| ۱۷۴۰۱۷ | 2001 YJ93   | ۱۸ دسامبر ۲۰۰۱  |
| ۱۷۴۰۱۸ | 2001 YD105  | ۱۷ دسامبر ۲۰۰۱  |
| ۱۷۴۰۱۹ | 2001 YU109  | ۱۸ دسامبر ۲۰۰۱  |
| ۱۷۴۰۲۰ | 2001 YE122  | ۱۷ دسامبر ۲۰۰۱  |
| ۱۷۴۰۲۱ | 2001 YE123  | ۱۷ دسامبر ۲۰۰۱  |
| ۱۷۴۰۲۲ | 2001 YP124  | ۱۷ دسامبر ۲۰۰۱  |
| ۱۷۴۰۲۳ | 2001 YT132  | ۲۰ دسامبر ۲۰۰۱  |
| ۱۷۴۰۲۴ | 2001 YB134  | ۱۷ دسامبر ۲۰۰۱  |
| ۱۷۴۰۲۵ | 2001 YV137  | ۲۲ دسامبر ۲۰۰۱  |
| ۱۷۴۰۲۶ | 2001 YD141  | ۱۷ دسامبر ۲۰۰۱  |
| ۱۷۴۰۲۷ | 2001 YZ145  | ۱۸ دسامبر ۲۰۰۱  |
| ۱۷۴۰۲۸ | 2001 YM150  | ۱۹ دسامبر ۲۰۰۱  |
| ۱۷۴۰۲۹ | 2001 YF154  | ۱۹ دسامبر ۲۰۰۱  |
| ۱۷۴۰۳۰ | 2001 YX154  | ۱۹ دسامبر ۲۰۰۱  |
| ۱۷۴۰۳۱ | 2002 AR27   | ۷ ژانویه ۲۰۰۲   |
| ۱۷۴۰۳۲ | 2002 AH36   | ۹ ژانویه ۲۰۰۲   |
| ۱۷۴۰۳۳ | 2002 AW42   | ۹ ژانویه ۲۰۰۲   |
| ۱۷۴۰۳۴ | 2002 AQ47   | ۹ ژانویه ۲۰۰۲   |
| ۱۷۴۰۳۵ | 2002 AP86   | ۹ ژانویه ۲۰۰۲   |
| ۱۷۴۰۳۶ | 2002 AP110  | ۹ ژانویه ۲۰۰۲   |
| ۱۷۴۰۳۷ | 2002 AY111  | ۹ ژانویه ۲۰۰۲   |
| ۱۷۴۰۳۸ | 2002 AD116  | ۹ ژانویه ۲۰۰۲   |
| ۱۷۴۰۳۹ | 2002 AO123  | ۹ ژانویه ۲۰۰۲   |
| ۱۷۴۰۴۰ | 2002 AY132  | ۸ ژانویه ۲۰۰۲   |
| ۱۷۴۰۴۱ | 2002 AX135  | ۹ ژانویه ۲۰۰۲   |
| ۱۷۴۰۴۲ | 2002 AD138  | ۹ ژانویه ۲۰۰۲   |
| ۱۷۴۰۴۳ | 2002 AZ169  | ۱۴ ژانویه ۲۰۰۲  |
| ۱۷۴۰۴۴ | 2002 AY171  | ۱۴ ژانویه ۲۰۰۲  |
| ۱۷۴۰۴۵ | 2002 AU182  | ۵ ژانویه ۲۰۰۲   |
| ۱۷۴۰۴۶ | 2002 BU8    | ۱۸ ژانویه ۲۰۰۲  |
| ۱۷۴۰۴۷ | 2002 BW12   | ۱۸ ژانویه ۲۰۰۲  |
| ۱۷۴۰۴۸ | 2002 BP17   | ۲۱ ژانویه ۲۰۰۲  |
| ۱۷۴۰۴۹ | 2002 BQ23   | ۲۳ ژانویه ۲۰۰۲  |
| ۱۷۴۰۵۰ | 2002 CC19   | ۱۰ فوریه ۲۰۰۲   |
| ۱۷۴۰۵۱ | 2002 CW19   | ۴ فوریه ۲۰۰۲    |
| ۱۷۴۰۵۲ | 2002 CB34   | ۶ فوریه ۲۰۰۲    |
| ۱۷۴۰۵۳ | 2002 CF54   | ۷ فوریه ۲۰۰۲    |
| ۱۷۴۰۵۴ | 2002 CC57   | ۷ فوریه ۲۰۰۲    |
| ۱۷۴۰۵۵ | 2002 CE75   | ۷ فوریه ۲۰۰۲    |
| ۱۷۴۰۵۶ | 2002 CW104  | ۷ فوریه ۲۰۰۲    |
| ۱۷۴۰۵۷ | 2002 CG127  | ۷ فوریه ۲۰۰۲    |
| ۱۷۴۰۵۸ | 2002 CD160  | ۸ فوریه ۲۰۰۲    |
| ۱۷۴۰۵۹ | 2002 CJ163  | ۸ فوریه ۲۰۰۲    |
| ۱۷۴۰۶۰ | 2002 CL245  | ۱۴ فوریه ۲۰۰۲   |
| ۱۷۴۰۶۱ | 2002 CU258  | ۶ فوریه ۲۰۰۲    |
| ۱۷۴۰۶۲ | 2002 CL302  | ۱۱ فوریه ۲۰۰۲   |
| ۱۷۴۰۶۳ | 2002 CV306  | ۷ فوریه ۲۰۰۲    |
| ۱۷۴۰۶۴ | 2002 DM15   | ۱۶ فوریه ۲۰۰۲   |
| ۱۷۴۰۶۵ | 2002 EH4    | ۱۰ مارس ۲۰۰۲    |
| ۱۷۴۰۶۶ | 2002 EH34   | ۱۱ مارس ۲۰۰۲    |
| ۱۷۴۰۶۷ | 2002 ER53   | ۱۳ مارس ۲۰۰۲    |
| ۱۷۴۰۶۸ | 2002 EG71   | ۱۳ مارس ۲۰۰۲    |
| ۱۷۴۰۶۹ | 2002 EJ71   | ۱۳ مارس ۲۰۰۲    |
| ۱۷۴۰۷۰ | 2002 EV82   | ۱۳ مارس ۲۰۰۲    |
| ۱۷۴۰۷۱ | 2002 ER99   | ۳ مارس ۲۰۰۲     |
| ۱۷۴۰۷۲ | 2002 EA111  | ۹ مارس ۲۰۰۲     |
| ۱۷۴۰۷۳ | 2002 EA129  | ۱۳ مارس ۲۰۰۲    |
| ۱۷۴۰۷۴ | 2002 EO133  | ۱۳ مارس ۲۰۰۲    |
| ۱۷۴۰۷۵ | 2002 EF153  | ۱۵ مارس ۲۰۰۲    |
| ۱۷۴۰۷۶ | 2002 FH1    | ۱۸ مارس ۲۰۰۲    |
| ۱۷۴۰۷۷ | 2002 FP21   | ۱۹ مارس ۲۰۰۲    |
| ۱۷۴۰۷۸ | 2002 GB15   | ۱۵ آوریل ۲۰۰۲   |
| ۱۷۴۰۷۹ | 2002 GG35   | ۱ آوریل ۲۰۰۲    |
| ۱۷۴۰۸۰ | 2002 GY36   | ۲ آوریل ۲۰۰۲    |
| ۱۷۴۰۸۱ | 2002 GU37   | ۳ آوریل ۲۰۰۲    |
| ۱۷۴۰۸۲ | 2002 GX44   | ۴ آوریل ۲۰۰۲    |
| ۱۷۴۰۸۳ | 2002 GF63   | ۸ آوریل ۲۰۰۲    |
| ۱۷۴۰۸۴ | 2002 GX71   | ۹ آوریل ۲۰۰۲    |
| ۱۷۴۰۸۵ | 2002 GU98   | ۱۰ آوریل ۲۰۰۲   |
| ۱۷۴۰۸۶ | 2002 GO107  | ۱۱ آوریل ۲۰۰۲   |
| ۱۷۴۰۸۷ | 2002 GT110  | ۱۰ آوریل ۲۰۰۲   |
| ۱۷۴۰۸۸ | 2002 GE130  | ۱۲ آوریل ۲۰۰۲   |
| ۱۷۴۰۸۹ | 2002 GX137  | ۱۲ آوریل ۲۰۰۲   |
| ۱۷۴۰۹۰ | 2002 GY142  | ۱۳ آوریل ۲۰۰۲   |
| ۱۷۴۰۹۱ | 2002 GU148  | ۱۴ آوریل ۲۰۰۲   |
| ۱۷۴۰۹۲ | 2002 GV150  | ۱۴ آوریل ۲۰۰۲   |
| ۱۷۴۰۹۳ | 2002 GA160  | ۱۴ آوریل ۲۰۰۲   |
| ۱۷۴۰۹۴ | 2002 GU181  | ۹ آوریل ۲۰۰۲    |
| ۱۷۴۰۹۵ | 2002 HB5    | ۱۶ آوریل ۲۰۰۲   |
| ۱۷۴۰۹۶ | 2002 JJ12   | ۴ مه ۲۰۰۲       |
| ۱۷۴۰۹۷ | 2002 JJ15   | ۸ مه ۲۰۰۲       |
| ۱۷۴۰۹۸ | 2002 JO15   | ۸ مه ۲۰۰۲       |
| ۱۷۴۰۹۹ | 2002 JT19   | ۷ مه ۲۰۰۲       |
| ۱۷۴۱۰۰ | 2002 JH24   | ۸ مه ۲۰۰۲       |
| ۱۷۴۱۰۱ | 2002 JH27   | ۸ مه ۲۰۰۲       |
| ۱۷۴۱۰۲ | 2002 JS37   | ۸ مه ۲۰۰۲       |
| ۱۷۴۱۰۳ | 2002 JA38   | ۸ مه ۲۰۰۲       |
| ۱۷۴۱۰۴ | 2002 JP45   | ۹ مه ۲۰۰۲       |
| ۱۷۴۱۰۵ | 2002 JJ51   | ۹ مه ۲۰۰۲       |
| ۱۷۴۱۰۶ | 2002 JS53   | ۹ مه ۲۰۰۲       |
| ۱۷۴۱۰۷ | 2002 JZ53   | ۹ مه ۲۰۰۲       |
| ۱۷۴۱۰۸ | 2002 JX60   | ۱۰ مه ۲۰۰۲      |
| ۱۷۴۱۰۹ | 2002 JG62   | ۸ مه ۲۰۰۲       |
| ۱۷۴۱۱۰ | 2002 JE65   | ۹ مه ۲۰۰۲       |
| ۱۷۴۱۱۱ | 2002 JE72   | ۸ مه ۲۰۰۲       |
| ۱۷۴۱۱۲ | 2002 JS82   | ۱۱ مه ۲۰۰۲      |
| ۱۷۴۱۱۳ | 2002 JU82   | ۱۱ مه ۲۰۰۲      |
| ۱۷۴۱۱۴ | 2002 JY91   | ۱۱ مه ۲۰۰۲      |
| ۱۷۴۱۱۵ | 2002 JJ93   | ۱۱ مه ۲۰۰۲      |
| ۱۷۴۱۱۶ | 2002 JT104  | ۱۱ مه ۲۰۰۲      |
| ۱۷۴۱۱۷ | 2002 JR105  | ۱۲ مه ۲۰۰۲      |
| ۱۷۴۱۱۸ | 2002 JA127  | ۷ مه ۲۰۰۲       |
| ۱۷۴۱۱۹ | 2002 JA135  | ۹ مه ۲۰۰۲       |
| ۱۷۴۱۲۰ | 2002 JC146  | ۱۵ مه ۲۰۰۲      |
| ۱۷۴۱۲۱ | 2002 KM4    | ۱۶ مه ۲۰۰۲      |
| ۱۷۴۱۲۲ | 2002 KH13   | ۱۸ مه ۲۰۰۲      |
| ۱۷۴۱۲۳ | 2002 LG2    | ۲ ژوئن ۲۰۰۲     |
| ۱۷۴۱۲۴ | 2002 LF8    | ۵ ژوئن ۲۰۰۲     |
| ۱۷۴۱۲۵ | 2002 LA12   | ۵ ژوئن ۲۰۰۲     |
| ۱۷۴۱۲۶ | 2002 LS17   | ۶ ژوئن ۲۰۰۲     |
| ۱۷۴۱۲۷ | 2002 LB19   | ۶ ژوئن ۲۰۰۲     |
| ۱۷۴۱۲۸ | 2002 LQ19   | ۶ ژوئن ۲۰۰۲     |
| ۱۷۴۱۲۹ | 2002 LZ23   | ۸ ژوئن ۲۰۰۲     |
| ۱۷۴۱۳۰ | 2002 LL27   | ۸ ژوئن ۲۰۰۲     |
| ۱۷۴۱۳۱ | 2002 LT43   | ۱۰ ژوئن ۲۰۰۲    |
| ۱۷۴۱۳۲ | 2002 MB2    | ۱۶ ژوئن ۲۰۰۲    |
| ۱۷۴۱۳۳ | 2002 NX10   | ۴ ژوئیه ۲۰۰۲    |
| ۱۷۴۱۳۴ | 2002 NE11   | ۴ ژوئیه ۲۰۰۲    |
| ۱۷۴۱۳۵ | 2002 NT12   | ۴ ژوئیه ۲۰۰۲    |
| ۱۷۴۱۳۶ | 2002 NR15   | ۵ ژوئیه ۲۰۰۲    |
| ۱۷۴۱۳۷ | 2002 NE22   | ۹ ژوئیه ۲۰۰۲    |
| ۱۷۴۱۳۸ | 2002 NQ25   | ۹ ژوئیه ۲۰۰۲    |
| ۱۷۴۱۳۹ | 2002 NH41   | ۱۳ ژوئیه ۲۰۰۲   |
| ۱۷۴۱۴۰ | 2002 NK50   | ۱۴ ژوئیه ۲۰۰۲   |
| ۱۷۴۱۴۱ | 2002 NO52   | ۱۴ ژوئیه ۲۰۰۲   |
| ۱۷۴۱۴۲ | 2002 NP56   | ۹ ژوئیه ۲۰۰۲    |
| ۱۷۴۱۴۳ | 2002 NX61   | ۱۵ ژوئیه ۲۰۰۲   |
| ۱۷۴۱۴۴ | 2002 NT65   | ۱۴ ژوئیه ۲۰۰۲   |
| ۱۷۴۱۴۵ | 2002 OU1    | ۱۷ ژوئیه ۲۰۰۲   |
| ۱۷۴۱۴۶ | 2002 OD11   | ۲۲ ژوئیه ۲۰۰۲   |
| ۱۷۴۱۴۷ | 2002 OP11   | ۱۸ ژوئیه ۲۰۰۲   |
| ۱۷۴۱۴۸ | 2002 OT11   | ۱۸ ژوئیه ۲۰۰۲   |
| ۱۷۴۱۴۹ | 2002 OH22   | ۲۲ ژوئیه ۲۰۰۲   |
| ۱۷۴۱۴۹ | 2002 PD     | ۱ اوت ۲۰۰۲      |
| ۱۷۴۱۵۱ | 2002 PQ24   | ۶ اوت ۲۰۰۲      |
| ۱۷۴۱۵۲ | 2002 PB39   | ۶ اوت ۲۰۰۲      |
| ۱۷۴۱۵۳ | 2002 PO46   | ۹ اوت ۲۰۰۲      |
| ۱۷۴۱۵۴ | 2002 PP46   | ۹ اوت ۲۰۰۲      |
| ۱۷۴۱۵۵ | 2002 PH47   | ۱۰ اوت ۲۰۰۲     |
| ۱۷۴۱۵۶ | 2002 PX47   | ۱۰ اوت ۲۰۰۲     |
| ۱۷۴۱۵۷ | 2002 PR61   | ۱۱ اوت ۲۰۰۲     |
| ۱۷۴۱۵۸ | 2002 PM62   | ۸ اوت ۲۰۰۲      |
| ۱۷۴۱۵۹ | 2002 PO64   | ۳ اوت ۲۰۰۲      |
| ۱۷۴۱۶۰ | 2002 PA66   | ۶ اوت ۲۰۰۲      |
| ۱۷۴۱۶۱ | 2002 PU66   | ۶ اوت ۲۰۰۲      |
| ۱۷۴۱۶۲ | 2002 PE67   | ۶ اوت ۲۰۰۲      |
| ۱۷۴۱۶۳ | 2002 PK69   | ۱۱ اوت ۲۰۰۲     |
| ۱۷۴۱۶۴ | 2002 PD71   | ۱۱ اوت ۲۰۰۲     |
| ۱۷۴۱۶۵ | 2002 PH73   | ۱۲ اوت ۲۰۰۲     |
| ۱۷۴۱۶۶ | 2002 PO77   | ۱۱ اوت ۲۰۰۲     |
| ۱۷۴۱۶۷ | 2002 PC81   | ۱۳ اوت ۲۰۰۲     |
| ۱۷۴۱۶۸ | 2002 PD84   | ۱۰ اوت ۲۰۰۲     |
| ۱۷۴۱۶۹ | 2002 PP88   | ۱۳ اوت ۲۰۰۲     |
| ۱۷۴۱۷۰ | 2002 PE90   | ۱۱ اوت ۲۰۰۲     |
| ۱۷۴۱۷۱ | 2002 PX90   | ۱۳ اوت ۲۰۰۲     |
| ۱۷۴۱۷۲ | 2002 PA91   | ۱۳ اوت ۲۰۰۲     |
| ۱۷۴۱۷۳ | 2002 PL97   | ۱۴ اوت ۲۰۰۲     |
| ۱۷۴۱۷۴ | 2002 PO97   | ۱۴ اوت ۲۰۰۲     |
| ۱۷۴۱۷۵ | 2002 PY97   | ۱۴ اوت ۲۰۰۲     |
| ۱۷۴۱۷۶ | 2002 PU109  | ۱۳ اوت ۲۰۰۲     |
| ۱۷۴۱۷۷ | 2002 PH116  | ۱۴ اوت ۲۰۰۲     |
| ۱۷۴۱۷۸ | 2002 PK120  | ۱۳ اوت ۲۰۰۲     |
| ۱۷۴۱۷۹ | 2002 PB126  | ۱۴ اوت ۲۰۰۲     |
| ۱۷۴۱۸۰ | 2002 PL130  | ۱۳ اوت ۲۰۰۲     |
| ۱۷۴۱۸۱ | 2002 PR133  | ۱۴ اوت ۲۰۰۲     |
| ۱۷۴۱۸۲ | 2002 PJ136  | ۱۴ اوت ۲۰۰۲     |
| ۱۷۴۱۸۳ | 2002 PA138  | ۱۵ اوت ۲۰۰۲     |
| ۱۷۴۱۸۴ | 2002 PB142  | ۱۵ اوت ۲۰۰۲     |
| ۱۷۴۱۸۵ | 2002 PP155  | ۸ اوت ۲۰۰۲      |
| ۱۷۴۱۸۶ | 2002 PY157  | ۸ اوت ۲۰۰۲      |
| ۱۷۴۱۸۷ | 2002 PP164  | ۹ اوت ۲۰۰۲      |
| ۱۷۴۱۸۸ | 2002 QM1    | ۱۶ اوت ۲۰۰۲     |
| ۱۷۴۱۸۹ | 2002 QL3    | ۱۶ اوت ۲۰۰۲     |
| ۱۷۴۱۹۰ | 2002 QK4    | ۱۶ اوت ۲۰۰۲     |
| ۱۷۴۱۹۱ | 2002 QL9    | ۱۹ اوت ۲۰۰۲     |
| ۱۷۴۱۹۲ | 2002 QM12   | ۲۶ اوت ۲۰۰۲     |
| ۱۷۴۱۹۳ | 2002 QQ17   | ۲۷ اوت ۲۰۰۲     |
| ۱۷۴۱۹۴ | 2002 QW19   | ۲۸ اوت ۲۰۰۲     |
| ۱۷۴۱۹۵ | 2002 QW30   | ۲۹ اوت ۲۰۰۲     |
| ۱۷۴۱۹۶ | 2002 QX30   | ۲۹ اوت ۲۰۰۲     |
| ۱۷۴۱۹۷ | 2002 QN36   | ۲۸ اوت ۲۰۰۲     |
| ۱۷۴۱۹۸ | 2002 QS41   | ۲۹ اوت ۲۰۰۲     |
| ۱۷۴۱۹۹ | 2002 QS43   | ۳۰ اوت ۲۰۰۲     |
| ۱۷۴۲۰۰ | 2002 QF46   | ۳۱ اوت ۲۰۰۲     |
| ۱۷۴۲۰۱ | 2002 QO48   | ۱۸ اوت ۲۰۰۲     |
| ۱۷۴۲۰۲ | 2002 QQ49   | ۱۸ اوت ۲۰۰۲     |
| ۱۷۴۲۰۳ | 2002 QY50   | ۲۸ اوت ۲۰۰۲     |
| ۱۷۴۲۰۴ | 2002 QM63   | ۱۸ اوت ۲۰۰۲     |
| ۱۷۴۲۰۵ | 2002 QW63   | ۱۸ اوت ۲۰۰۲     |
| ۱۷۴۲۰۶ | 2002 QB68   | ۲۷ اوت ۲۰۰۲     |
| ۱۷۴۲۰۷ | 2002 QF69   | ۲۸ اوت ۲۰۰۲     |
| ۱۷۴۲۰۸ | 2002 QF76   | ۲۰ اوت ۲۰۰۲     |
| ۱۷۴۲۰۹ | 2002 QX79   | ۲۸ اوت ۲۰۰۲     |
| ۱۷۴۲۱۰ | 2002 QH81   | ۱۶ اوت ۲۰۰۲     |
| ۱۷۴۲۱۱ | 2002 QH92   | ۱۸ اوت ۲۰۰۲     |
| ۱۷۴۲۱۲ | 2002 QD95   | ۱۸ اوت ۲۰۰۲     |
| ۱۷۴۲۱۳ | 2002 QO104  | ۱۷ اوت ۲۰۰۲     |
| ۱۷۴۲۱۴ | 2002 QC105  | ۲۷ اوت ۲۰۰۲     |
| ۱۷۴۲۱۵ | 2002 QE117  | ۱۶ اوت ۲۰۰۲     |
| ۱۷۴۲۱۶ | 2002 QO122  | ۲۹ اوت ۲۰۰۲     |
| ۱۷۴۲۱۷ | 2002 RE2    | ۴ سپتامبر ۲۰۰۲  |
| ۱۷۴۲۱۸ | 2002 RK2    | ۴ سپتامبر ۲۰۰۲  |
| ۱۷۴۲۱۹ | 2002 RB12   | ۴ سپتامبر ۲۰۰۲  |
| ۱۷۴۲۲۰ | 2002 RW16   | ۴ سپتامبر ۲۰۰۲  |
| ۱۷۴۲۲۱ | 2002 RK19   | ۴ سپتامبر ۲۰۰۲  |
| ۱۷۴۲۲۲ | 2002 RE24   | ۴ سپتامبر ۲۰۰۲  |
| ۱۷۴۲۲۳ | 2002 RZ29   | ۴ سپتامبر ۲۰۰۲  |
| ۱۷۴۲۲۴ | 2002 RK30   | ۴ سپتامبر ۲۰۰۲  |
| ۱۷۴۲۲۵ | 2002 RO33   | ۴ سپتامبر ۲۰۰۲  |
| ۱۷۴۲۲۶ | 2002 RQ33   | ۴ سپتامبر ۲۰۰۲  |
| ۱۷۴۲۲۷ | 2002 RX42   | ۵ سپتامبر ۲۰۰۲  |
| ۱۷۴۲۲۸ | 2002 RN45   | ۵ سپتامبر ۲۰۰۲  |
| ۱۷۴۲۲۹ | 2002 RX49   | ۵ سپتامبر ۲۰۰۲  |
| ۱۷۴۲۳۰ | 2002 RY66   | ۳ سپتامبر ۲۰۰۲  |
| ۱۷۴۲۳۱ | 2002 RL72   | ۵ سپتامبر ۲۰۰۲  |
| ۱۷۴۲۳۲ | 2002 RH73   | ۵ سپتامبر ۲۰۰۲  |
| ۱۷۴۲۳۳ | 2002 RH82   | ۵ سپتامبر ۲۰۰۲  |
| ۱۷۴۲۳۴ | 2002 RD84   | ۵ سپتامبر ۲۰۰۲  |
| ۱۷۴۲۳۵ | 2002 RA92   | ۵ سپتامبر ۲۰۰۲  |
| ۱۷۴۲۳۶ | 2002 RO117  | ۸ سپتامبر ۲۰۰۲  |
| ۱۷۴۲۳۷ | 2002 RQ122  | ۸ سپتامبر ۲۰۰۲  |
| ۱۷۴۲۳۸ | 2002 RV122  | ۸ سپتامبر ۲۰۰۲  |
| ۱۷۴۲۳۹ | 2002 RQ124  | ۹ سپتامبر ۲۰۰۲  |
| ۱۷۴۲۴۰ | 2002 RR130  | ۱۰ سپتامبر ۲۰۰۲ |
| ۱۷۴۲۴۱ | 2002 RE145  | ۱۱ سپتامبر ۲۰۰۲ |
| ۱۷۴۲۴۲ | 2002 RC148  | ۱۱ سپتامبر ۲۰۰۲ |
| ۱۷۴۲۴۳ | 2002 RC149  | ۱۱ سپتامبر ۲۰۰۲ |
| ۱۷۴۲۴۴ | 2002 RM154  | ۱۰ سپتامبر ۲۰۰۲ |
| ۱۷۴۲۴۵ | 2002 RK155  | ۱۱ سپتامبر ۲۰۰۲ |
| ۱۷۴۲۴۶ | 2002 RN158  | ۱۱ سپتامبر ۲۰۰۲ |
| ۱۷۴۲۴۷ | 2002 RG170  | ۱۳ سپتامبر ۲۰۰۲ |
| ۱۷۴۲۴۸ | 2002 RL172  | ۱۳ سپتامبر ۲۰۰۲ |
| ۱۷۴۲۴۹ | 2002 RU174  | ۱۳ سپتامبر ۲۰۰۲ |
| ۱۷۴۲۵۰ | 2002 RU177  | ۱۳ سپتامبر ۲۰۰۲ |
| ۱۷۴۲۵۱ | 2002 RR184  | ۱۲ سپتامبر ۲۰۰۲ |
| ۱۷۴۲۵۲ | 2002 RN186  | ۱۲ سپتامبر ۲۰۰۲ |
| ۱۷۴۲۵۳ | 2002 RN189  | ۱۴ سپتامبر ۲۰۰۲ |
| ۱۷۴۲۵۴ | 2002 RK199  | ۱۳ سپتامبر ۲۰۰۲ |
| ۱۷۴۲۵۵ | 2002 RP200  | ۱۳ سپتامبر ۲۰۰۲ |
| ۱۷۴۲۵۶ | 2002 RS200  | ۱۳ سپتامبر ۲۰۰۲ |
| ۱۷۴۲۵۷ | 2002 RM211  | ۱۴ سپتامبر ۲۰۰۲ |
| ۱۷۴۲۵۸ | 2002 RE216  | ۱۳ سپتامبر ۲۰۰۲ |
| ۱۷۴۲۵۹ | 2002 RF219  | ۱۵ سپتامبر ۲۰۰۲ |
| ۱۷۴۲۶۰ | 2002 RR224  | ۱۳ سپتامبر ۲۰۰۲ |
| ۱۷۴۲۶۱ | 2002 RB227  | ۱۴ سپتامبر ۲۰۰۲ |
| ۱۷۴۲۶۲ | 2002 RC231  | ۱۵ سپتامبر ۲۰۰۲ |
| ۱۷۴۲۶۳ | 2002 RJ238  | ۱۴ سپتامبر ۲۰۰۲ |
| ۱۷۴۲۶۴ | 2002 RB239  | ۱۴ سپتامبر ۲۰۰۲ |
| ۱۷۴۲۶۵ | 2002 RM239  | ۱۴ سپتامبر ۲۰۰۲ |
| ۱۷۴۲۶۶ | 2002 RW239  | ۴ سپتامبر ۲۰۰۲  |
| ۱۷۴۲۶۷ | 2002 RS254  | ۱۴ سپتامبر ۲۰۰۲ |
| ۱۷۴۲۶۸ | 2002 RF263  | ۱۵ سپتامبر ۲۰۰۲ |
| ۱۷۴۲۶۹ | 2002 RL274  | ۱ سپتامبر ۲۰۰۲  |
| ۱۷۴۲۷۰ | 2002 SU8    | ۲۷ سپتامبر ۲۰۰۲ |
| ۱۷۴۲۷۱ | 2002 SV8    | ۲۷ سپتامبر ۲۰۰۲ |
| ۱۷۴۲۷۲ | 2002 SK10   | ۲۷ سپتامبر ۲۰۰۲ |
| ۱۷۴۲۷۳ | 2002 SL10   | ۲۷ سپتامبر ۲۰۰۲ |
| ۱۷۴۲۷۴ | 2002 SH11   | ۲۷ سپتامبر ۲۰۰۲ |
| ۱۷۴۲۷۵ | 2002 SX15   | ۲۷ سپتامبر ۲۰۰۲ |
| ۱۷۴۲۷۶ | 2002 SX16   | ۲۷ سپتامبر ۲۰۰۲ |
| ۱۷۴۲۷۷ | 2002 SH17   | ۲۶ سپتامبر ۲۰۰۲ |
| ۱۷۴۲۷۸ | 2002 SB22   | ۲۶ سپتامبر ۲۰۰۲ |
| ۱۷۴۲۷۹ | 2002 SE27   | ۲۹ سپتامبر ۲۰۰۲ |
| ۱۷۴۲۸۰ | 2002 SL27   | ۲۹ سپتامبر ۲۰۰۲ |
| ۱۷۴۲۸۱ | 2002 SC29   | ۳۰ سپتامبر ۲۰۰۲ |
| ۱۷۴۲۸۲ | 2002 SA32   | ۲۸ سپتامبر ۲۰۰۲ |
| ۱۷۴۲۸۳ | 2002 SS32   | ۲۸ سپتامبر ۲۰۰۲ |
| ۱۷۴۲۸۴ | 2002 SK33   | ۲۸ سپتامبر ۲۰۰۲ |
| ۱۷۴۲۸۵ | 2002 SL35   | ۲۹ سپتامبر ۲۰۰۲ |
| ۱۷۴۲۸۶ | 2002 SO36   | ۲۹ سپتامبر ۲۰۰۲ |
| ۱۷۴۲۸۷ | 2002 SX37   | ۲۹ سپتامبر ۲۰۰۲ |
| ۱۷۴۲۸۸ | 2002 SL38   | ۳۰ سپتامبر ۲۰۰۲ |
| ۱۷۴۲۸۹ | 2002 SV46   | ۲۹ سپتامبر ۲۰۰۲ |
| ۱۷۴۲۹۰ | 2002 SX46   | ۲۹ سپتامبر ۲۰۰۲ |
| ۱۷۴۲۹۱ | 2002 SA48   | ۳۰ سپتامبر ۲۰۰۲ |
| ۱۷۴۲۹۲ | 2002 SG50   | ۳۰ سپتامبر ۲۰۰۲ |
| ۱۷۴۲۹۳ | 2002 SW52   | ۱۸ سپتامبر ۲۰۰۲ |
| ۱۷۴۲۹۴ | 2002 SP56   | ۳۰ سپتامبر ۲۰۰۲ |
| ۱۷۴۲۹۵ | 2002 SG57   | ۳۰ سپتامبر ۲۰۰۲ |
| ۱۷۴۲۹۶ | 2002 TA4    | ۱ اکتبر ۲۰۰۲    |
| ۱۷۴۲۹۷ | 2002 TV12   | ۱ اکتبر ۲۰۰۲    |
| ۱۷۴۲۹۸ | 2002 TK15   | ۲ اکتبر ۲۰۰۲    |
| ۱۷۴۲۹۹ | 2002 TQ19   | ۲ اکتبر ۲۰۰۲    |
| ۱۷۴۳۰۰ | 2002 TR21   | ۲ اکتبر ۲۰۰۲    |
| ۱۷۴۳۰۱ | 2002 TJ24   | ۲ اکتبر ۲۰۰۲    |
| ۱۷۴۳۰۲ | 2002 TZ27   | ۲ اکتبر ۲۰۰۲    |
| ۱۷۴۳۰۳ | 2002 TZ42   | ۲ اکتبر ۲۰۰۲    |
| ۱۷۴۳۰۴ | 2002 TE45   | ۲ اکتبر ۲۰۰۲    |
| ۱۷۴۳۰۵ | 2002 TQ56   | ۲ اکتبر ۲۰۰۲    |
| ۱۷۴۳۰۶ | 2002 TU61   | ۳ اکتبر ۲۰۰۲    |
| ۱۷۴۳۰۷ | 2002 TY61   | ۳ اکتبر ۲۰۰۲    |
| ۱۷۴۳۰۸ | 2002 TS63   | ۴ اکتبر ۲۰۰۲    |
| ۱۷۴۳۰۹ | 2002 TX65   | ۴ اکتبر ۲۰۰۲    |
| ۱۷۴۳۱۰ | 2002 TL70   | ۳ اکتبر ۲۰۰۲    |
| ۱۷۴۳۱۱ | 2002 TS72   | ۳ اکتبر ۲۰۰۲    |
| ۱۷۴۳۱۲ | 2002 TF73   | ۳ اکتبر ۲۰۰۲    |
| ۱۷۴۳۱۳ | 2002 TM75   | ۱ اکتبر ۲۰۰۲    |
| ۱۷۴۳۱۴ | 2002 TF77   | ۱ اکتبر ۲۰۰۲    |
| ۱۷۴۳۱۵ | 2002 TA86   | ۲ اکتبر ۲۰۰۲    |
| ۱۷۴۳۱۶ | 2002 TS87   | ۳ اکتبر ۲۰۰۲    |
| ۱۷۴۳۱۷ | 2002 TM91   | ۳ اکتبر ۲۰۰۲    |
| ۱۷۴۳۱۸ | 2002 TK94   | ۳ اکتبر ۲۰۰۲    |
| ۱۷۴۳۱۹ | 2002 TJ97   | ۲ اکتبر ۲۰۰۲    |
| ۱۷۴۳۲۰ | 2002 TT109  | ۲ اکتبر ۲۰۰۲    |
| ۱۷۴۳۲۱ | 2002 TP110  | ۲ اکتبر ۲۰۰۲    |
| ۱۷۴۳۲۲ | 2002 TG115  | ۳ اکتبر ۲۰۰۲    |
| ۱۷۴۳۲۳ | 2002 TV118  | ۳ اکتبر ۲۰۰۲    |
| ۱۷۴۳۲۴ | 2002 TN120  | ۳ اکتبر ۲۰۰۲    |
| ۱۷۴۳۲۵ | 2002 TS121  | ۳ اکتبر ۲۰۰۲    |
| ۱۷۴۳۲۶ | 2002 TD122  | ۳ اکتبر ۲۰۰۲    |
| ۱۷۴۳۲۷ | 2002 TO122  | ۴ اکتبر ۲۰۰۲    |
| ۱۷۴۳۲۸ | 2002 TC132  | ۴ اکتبر ۲۰۰۲    |
| ۱۷۴۳۲۹ | 2002 TV136  | ۴ اکتبر ۲۰۰۲    |
| ۱۷۴۳۳۰ | 2002 TW136  | ۴ اکتبر ۲۰۰۲    |
| ۱۷۴۳۳۱ | 2002 TR138  | ۴ اکتبر ۲۰۰۲    |
| ۱۷۴۳۳۲ | 2002 TD140  | ۳ اکتبر ۲۰۰۲    |
| ۱۷۴۳۳۳ | 2002 TN143  | ۴ اکتبر ۲۰۰۲    |
| ۱۷۴۳۳۴ | 2002 TH160  | ۵ اکتبر ۲۰۰۲    |
| ۱۷۴۳۳۵ | 2002 TK171  | ۳ اکتبر ۲۰۰۲    |
| ۱۷۴۳۳۶ | 2002 TS171  | ۴ اکتبر ۲۰۰۲    |
| ۱۷۴۳۳۷ | 2002 TC177  | ۵ اکتبر ۲۰۰۲    |
| ۱۷۴۳۳۸ | 2002 TO180  | ۱۴ اکتبر ۲۰۰۲   |
| ۱۷۴۳۳۹ | 2002 TE191  | ۱ اکتبر ۲۰۰۲    |
| ۱۷۴۳۴۰ | 2002 TP193  | ۳ اکتبر ۲۰۰۲    |
| ۱۷۴۳۴۱ | 2002 TA204  | ۴ اکتبر ۲۰۰۲    |
| ۱۷۴۳۴۲ | 2002 TY209  | ۶ اکتبر ۲۰۰۲    |
| ۱۷۴۳۴۳ | 2002 TX211  | ۶ اکتبر ۲۰۰۲    |
| ۱۷۴۳۴۴ | 2002 TS216  | ۶ اکتبر ۲۰۰۲    |
| ۱۷۴۳۴۵ | 2002 TA225  | ۸ اکتبر ۲۰۰۲    |
| ۱۷۴۳۴۶ | 2002 TY231  | ۶ اکتبر ۲۰۰۲    |
| ۱۷۴۳۴۷ | 2002 TJ232  | ۶ اکتبر ۲۰۰۲    |
| ۱۷۴۳۴۸ | 2002 TQ241  | ۷ اکتبر ۲۰۰۲    |
| ۱۷۴۳۴۹ | 2002 TB242  | ۹ اکتبر ۲۰۰۲    |
| ۱۷۴۳۵۰ | 2002 TC243  | ۹ اکتبر ۲۰۰۲    |
| ۱۷۴۳۵۱ | 2002 TP249  | ۷ اکتبر ۲۰۰۲    |
| ۱۷۴۳۵۲ | 2002 TU255  | ۹ اکتبر ۲۰۰۲    |
| ۱۷۴۳۵۳ | 2002 TT257  | ۹ اکتبر ۲۰۰۲    |
| ۱۷۴۳۵۴ | 2002 TL261  | ۹ اکتبر ۲۰۰۲    |
| ۱۷۴۳۵۵ | 2002 TS276  | ۹ اکتبر ۲۰۰۲    |
| ۱۷۴۳۵۶ | 2002 TS279  | ۱۰ اکتبر ۲۰۰۲   |
| ۱۷۴۳۵۷ | 2002 TA282  | ۱۰ اکتبر ۲۰۰۲   |
| ۱۷۴۳۵۸ | 2002 TU287  | ۱۰ اکتبر ۲۰۰۲   |
| ۱۷۴۳۵۹ | 2002 TO292  | ۱۰ اکتبر ۲۰۰۲   |
| ۱۷۴۳۶۰ | 2002 TX295  | ۱۳ اکتبر ۲۰۰۲   |
| ۱۷۴۳۶۱ | 2002 TV315  | ۴ اکتبر ۲۰۰۲    |
| ۱۷۴۳۶۲ | 2002 TE324  | ۵ اکتبر ۲۰۰۲    |
| ۱۷۴۳۶۳ | 2002 TW343  | ۵ اکتبر ۲۰۰۲    |
| ۱۷۴۳۶۴ | 2002 TH369  | ۱۰ اکتبر ۲۰۰۲   |
| ۱۷۴۳۶۵ | 2002 TF371  | ۱۰ اکتبر ۲۰۰۲   |
| ۱۷۴۳۶۶ | 2002 TD376  | ۱۲ اکتبر ۲۰۰۲   |
| ۱۷۴۳۶۷ | 2002 UK3    | ۲۸ اکتبر ۲۰۰۲   |
| ۱۷۴۳۶۸ | 2002 UR9    | ۲۹ اکتبر ۲۰۰۲   |
| ۱۷۴۳۶۹ | 2002 UD11   | ۲۹ اکتبر ۲۰۰۲   |
| ۱۷۴۳۷۰ | 2002 UA17   | ۳۰ اکتبر ۲۰۰۲   |
| ۱۷۴۳۷۱ | 2002 UZ31   | ۳۰ اکتبر ۲۰۰۲   |
| ۱۷۴۳۷۲ | 2002 UV34   | ۳۱ اکتبر ۲۰۰۲   |
| ۱۷۴۳۷۳ | 2002 UW36   | ۳۱ اکتبر ۲۰۰۲   |
| ۱۷۴۳۷۴ | 2002 UU37   | ۳۱ اکتبر ۲۰۰۲   |
| ۱۷۴۳۷۵ | 2002 UC42   | ۳۰ اکتبر ۲۰۰۲   |
| ۱۷۴۳۷۶ | 2002 UU44   | ۳۰ اکتبر ۲۰۰۲   |
| ۱۷۴۳۷۷ | 2002 UO45   | ۳۱ اکتبر ۲۰۰۲   |
| ۱۷۴۳۷۸ | 2002 UJ49   | ۳۱ اکتبر ۲۰۰۲   |
| ۱۷۴۳۷۹ | 2002 UT49   | ۳۱ اکتبر ۲۰۰۲   |
| ۱۷۴۳۸۰ | 2002 VX6    | ۱ نوامبر ۲۰۰۲   |
| ۱۷۴۳۸۱ | 2002 VE7    | ۴ نوامبر ۲۰۰۲   |
| ۱۷۴۳۸۲ | 2002 VE8    | ۱ نوامبر ۲۰۰۲   |
| ۱۷۴۳۸۳ | 2002 VG8    | ۱ نوامبر ۲۰۰۲   |
| ۱۷۴۳۸۴ | 2002 VP8    | ۱ نوامبر ۲۰۰۲   |
| ۱۷۴۳۸۵ | 2002 VR10   | ۱ نوامبر ۲۰۰۲   |
| ۱۷۴۳۸۶ | 2002 VP11   | ۱ نوامبر ۲۰۰۲   |
| ۱۷۴۳۸۷ | 2002 VP12   | ۴ نوامبر ۲۰۰۲   |
| ۱۷۴۳۸۸ | 2002 VV12   | ۴ نوامبر ۲۰۰۲   |
| ۱۷۴۳۸۹ | 2002 VF18   | ۲ نوامبر ۲۰۰۲   |
| ۱۷۴۳۹۰ | 2002 VX19   | ۴ نوامبر ۲۰۰۲   |
| ۱۷۴۳۹۱ | 2002 VG22   | ۵ نوامبر ۲۰۰۲   |
| ۱۷۴۳۹۲ | 2002 VE26   | ۵ نوامبر ۲۰۰۲   |
| ۱۷۴۳۹۳ | 2002 VO31   | ۵ نوامبر ۲۰۰۲   |
| ۱۷۴۳۹۴ | 2002 VU33   | ۵ نوامبر ۲۰۰۲   |
| ۱۷۴۳۹۵ | 2002 VU39   | ۵ نوامبر ۲۰۰۲   |
| ۱۷۴۳۹۶ | 2002 VU40   | ۱ نوامبر ۲۰۰۲   |
| ۱۷۴۳۹۷ | 2002 VX44   | ۵ نوامبر ۲۰۰۲   |
| ۱۷۴۳۹۸ | 2002 VO52   | ۶ نوامبر ۲۰۰۲   |
| ۱۷۴۳۹۹ | 2002 VU54   | ۶ نوامبر ۲۰۰۲   |
| ۱۷۴۴۰۰ | 2002 VX58   | ۶ نوامبر ۲۰۰۲   |
| ۱۷۴۴۰۱ | 2002 VJ62   | ۵ نوامبر ۲۰۰۲   |
| ۱۷۴۴۰۲ | 2002 VU71   | ۷ نوامبر ۲۰۰۲   |
| ۱۷۴۴۰۳ | 2002 VF72   | ۷ نوامبر ۲۰۰۲   |
| ۱۷۴۴۰۴ | 2002 VM72   | ۷ نوامبر ۲۰۰۲   |
| ۱۷۴۴۰۵ | 2002 VV73   | ۷ نوامبر ۲۰۰۲   |
| ۱۷۴۴۰۶ | 2002 VL75   | ۷ نوامبر ۲۰۰۲   |
| ۱۷۴۴۰۷ | 2002 VW75   | ۷ نوامبر ۲۰۰۲   |
| ۱۷۴۴۰۸ | 2002 VG76   | ۷ نوامبر ۲۰۰۲   |
| ۱۷۴۴۰۹ | 2002 VM79   | ۷ نوامبر ۲۰۰۲   |
| ۱۷۴۴۱۰ | 2002 VT80   | ۷ نوامبر ۲۰۰۲   |
| ۱۷۴۴۱۱ | 2002 VP86   | ۸ نوامبر ۲۰۰۲   |
| ۱۷۴۴۱۲ | 2002 VU101  | ۱۱ نوامبر ۲۰۰۲  |
| ۱۷۴۴۱۳ | 2002 VC107  | ۱۲ نوامبر ۲۰۰۲  |
| ۱۷۴۴۱۴ | 2002 VL111  | ۱۳ نوامبر ۲۰۰۲  |
| ۱۷۴۴۱۵ | 2002 VS111  | ۱۳ نوامبر ۲۰۰۲  |
| ۱۷۴۴۱۶ | 2002 VQ112  | ۱۳ نوامبر ۲۰۰۲  |
| ۱۷۴۴۱۷ | 2002 VF114  | ۱۳ نوامبر ۲۰۰۲  |
| ۱۷۴۴۱۸ | 2002 VZ121  | ۱۳ نوامبر ۲۰۰۲  |
| ۱۷۴۴۱۹ | 2002 VS129  | ۶ نوامبر ۲۰۰۲   |
| ۱۷۴۴۲۰ | 2002 VU139  | ۱۴ نوامبر ۲۰۰۲  |
| ۱۷۴۴۲۱ | 2002 WS1    | ۲۳ نوامبر ۲۰۰۲  |
| ۱۷۴۴۲۲ | 2002 WW1    | ۲۳ نوامبر ۲۰۰۲  |
| ۱۷۴۴۲۳ | 2002 WS7    | ۲۴ نوامبر ۲۰۰۲  |
| ۱۷۴۴۲۴ | 2002 WY13   | ۲۸ نوامبر ۲۰۰۲  |
| ۱۷۴۴۲۵ | 2002 WF15   | ۲۸ نوامبر ۲۰۰۲  |
| ۱۷۴۴۲۶ | 2002 WO18   | ۳۰ نوامبر ۲۰۰۲  |
| ۱۷۴۴۲۷ | 2002 WL19   | ۲۵ نوامبر ۲۰۰۲  |
| ۱۷۴۴۲۷ | 2002 XS     | ۱ دسامبر ۲۰۰۲   |
| ۱۷۴۴۲۹ | 2002 XZ7    | ۲ دسامبر ۲۰۰۲   |
| ۱۷۴۴۳۰ | 2002 XO11   | ۳ دسامبر ۲۰۰۲   |
| ۱۷۴۴۳۱ | 2002 XA12   | ۳ دسامبر ۲۰۰۲   |
| ۱۷۴۴۳۲ | 2002 XG13   | ۳ دسامبر ۲۰۰۲   |
| ۱۷۴۴۳۳ | 2002 XN16   | ۳ دسامبر ۲۰۰۲   |
| ۱۷۴۴۳۴ | 2002 XK22   | ۳ دسامبر ۲۰۰۲   |
| ۱۷۴۴۳۵ | 2002 XU27   | ۵ دسامبر ۲۰۰۲   |
| ۱۷۴۴۳۶ | 2002 XJ30   | ۶ دسامبر ۲۰۰۲   |
| ۱۷۴۴۳۷ | 2002 XK30   | ۶ دسامبر ۲۰۰۲   |
| ۱۷۴۴۳۸ | 2002 XW30   | ۶ دسامبر ۲۰۰۲   |
| ۱۷۴۴۳۹ | 2002 XF39   | ۷ دسامبر ۲۰۰۲   |
| ۱۷۴۴۴۰ | 2002 XQ39   | ۹ دسامبر ۲۰۰۲   |
| ۱۷۴۴۴۱ | 2002 XV40   | ۷ دسامبر ۲۰۰۲   |
| ۱۷۴۴۴۲ | 2002 XE43   | ۹ دسامبر ۲۰۰۲   |
| ۱۷۴۴۴۳ | 2002 XP43   | ۶ دسامبر ۲۰۰۲   |
| ۱۷۴۴۴۴ | 2002 XH59   | ۱۲ دسامبر ۲۰۰۲  |
| ۱۷۴۴۴۵ | 2002 XA60   | ۱۰ دسامبر ۲۰۰۲  |
| ۱۷۴۴۴۶ | 2002 XS64   | ۱۱ دسامبر ۲۰۰۲  |
| ۱۷۴۴۴۷ | 2002 XO67   | ۱۰ دسامبر ۲۰۰۲  |
| ۱۷۴۴۴۸ | 2002 XN68   | ۱۲ دسامبر ۲۰۰۲  |
| ۱۷۴۴۴۹ | 2002 XC75   | ۱۱ دسامبر ۲۰۰۲  |
| ۱۷۴۴۵۰ | 2002 XO75   | ۱۱ دسامبر ۲۰۰۲  |
| ۱۷۴۴۵۱ | 2002 XH77   | ۱۱ دسامبر ۲۰۰۲  |
| ۱۷۴۴۵۲ | 2002 XJ77   | ۱۱ دسامبر ۲۰۰۲  |
| ۱۷۴۴۵۳ | 2002 XQ79   | ۱۱ دسامبر ۲۰۰۲  |
| ۱۷۴۴۵۴ | 2002 XJ82   | ۱۱ دسامبر ۲۰۰۲  |
| ۱۷۴۴۵۵ | 2002 XC84   | ۱۳ دسامبر ۲۰۰۲  |
| ۱۷۴۴۵۶ | 2002 XT87   | ۱۲ دسامبر ۲۰۰۲  |
| ۱۷۴۴۵۷ | 2002 XG108  | ۶ دسامبر ۲۰۰۲   |
| ۱۷۴۴۵۸ | 2002 XU109  | ۶ دسامبر ۲۰۰۲   |
| ۱۷۴۴۵۹ | 2002 YL4    | ۲۹ دسامبر ۲۰۰۲  |
| ۱۷۴۴۶۰ | 2002 YQ9    | ۳۱ دسامبر ۲۰۰۲  |
| ۱۷۴۴۶۱ | 2002 YO11   | ۳۱ دسامبر ۲۰۰۲  |
| ۱۷۴۴۶۲ | 2002 YB16   | ۳۱ دسامبر ۲۰۰۲  |
| ۱۷۴۴۶۳ | 2002 YV18   | ۳۱ دسامبر ۲۰۰۲  |
| ۱۷۴۴۶۴ | 2002 YM22   | ۳۱ دسامبر ۲۰۰۲  |
| ۱۷۴۴۶۵ | 2002 YK32   | ۲۷ دسامبر ۲۰۰۲  |
| ۱۷۴۴۶۶ | 2002 YO36   | ۳۱ دسامبر ۲۰۰۲  |
| ۱۷۴۴۶۷ | 2002 YP36   | ۳۱ دسامبر ۲۰۰۲  |
| ۱۷۴۴۶۸ | 2003 AP1    | ۱ ژانویه ۲۰۰۳   |
| ۱۷۴۴۶۹ | 2003 AP6    | ۱ ژانویه ۲۰۰۳   |
| ۱۷۴۴۷۰ | 2003 AY7    | ۲ ژانویه ۲۰۰۳   |
| ۱۷۴۴۷۱ | 2003 AM12   | ۱ ژانویه ۲۰۰۳   |
| ۱۷۴۴۷۲ | 2003 AX12   | ۱ ژانویه ۲۰۰۳   |
| ۱۷۴۴۷۳ | 2003 AX16   | ۶ ژانویه ۲۰۰۳   |
| ۱۷۴۴۷۴ | 2003 AR17   | ۵ ژانویه ۲۰۰۳   |
| ۱۷۴۴۷۵ | 2003 AY19   | ۵ ژانویه ۲۰۰۳   |
| ۱۷۴۴۷۶ | 2003 AJ21   | ۵ ژانویه ۲۰۰۳   |
| ۱۷۴۴۷۷ | 2003 AP24   | ۴ ژانویه ۲۰۰۳   |
| ۱۷۴۴۷۸ | 2003 AN27   | ۴ ژانویه ۲۰۰۳   |
| ۱۷۴۴۷۹ | 2003 AZ34   | ۷ ژانویه ۲۰۰۳   |
| ۱۷۴۴۸۰ | 2003 AH40   | ۷ ژانویه ۲۰۰۳   |
| ۱۷۴۴۸۱ | 2003 AO56   | ۵ ژانویه ۲۰۰۳   |
| ۱۷۴۴۸۲ | 2003 AJ59   | ۵ ژانویه ۲۰۰۳   |
| ۱۷۴۴۸۳ | 2003 AP59   | ۵ ژانویه ۲۰۰۳   |
| ۱۷۴۴۸۴ | 2003 AG68   | ۸ ژانویه ۲۰۰۳   |
| ۱۷۴۴۸۵ | 2003 AU68   | ۹ ژانویه ۲۰۰۳   |
| ۱۷۴۴۸۶ | 2003 AU78   | ۱۰ ژانویه ۲۰۰۳  |
| ۱۷۴۴۸۷ | 2003 AH94   | ۱۰ ژانویه ۲۰۰۳  |
| ۱۷۴۴۸۸ | 2003 BX1    | ۲۳ ژانویه ۲۰۰۳  |
| ۱۷۴۴۸۹ | 2003 BV10   | ۲۶ ژانویه ۲۰۰۳  |
| ۱۷۴۴۹۰ | 2003 BV11   | ۲۶ ژانویه ۲۰۰۳  |
| ۱۷۴۴۹۱ | 2003 BB12   | ۲۶ ژانویه ۲۰۰۳  |
| ۱۷۴۴۹۲ | 2003 BF13   | ۲۶ ژانویه ۲۰۰۳  |
| ۱۷۴۴۹۳ | 2003 BT15   | ۲۶ ژانویه ۲۰۰۳  |
| ۱۷۴۴۹۴ | 2003 BY16   | ۲۶ ژانویه ۲۰۰۳  |
| ۱۷۴۴۹۵ | 2003 BZ16   | ۲۶ ژانویه ۲۰۰۳  |
| ۱۷۴۴۹۶ | 2003 BW19   | ۲۶ ژانویه ۲۰۰۳  |
| ۱۷۴۴۹۷ | 2003 BG22   | ۲۵ ژانویه ۲۰۰۳  |
| ۱۷۴۴۹۸ | 2003 BK38   | ۲۷ ژانویه ۲۰۰۳  |
| ۱۷۴۴۹۹ | 2003 BY38   | ۲۷ ژانویه ۲۰۰۳  |
| ۱۷۴۵۰۰ | 2003 BN42   | ۲۸ ژانویه ۲۰۰۳  |
| ۱۷۴۵۰۱ | 2003 BZ43   | ۲۸ ژانویه ۲۰۰۳  |
| ۱۷۴۵۰۲ | 2003 BQ51   | ۲۷ ژانویه ۲۰۰۳  |
| ۱۷۴۵۰۳ | 2003 BH53   | ۲۷ ژانویه ۲۰۰۳  |
| ۱۷۴۵۰۴ | 2003 BD55   | ۲۷ ژانویه ۲۰۰۳  |
| ۱۷۴۵۰۵ | 2003 BU55   | ۲۸ ژانویه ۲۰۰۳  |
| ۱۷۴۵۰۶ | 2003 BK58   | ۲۷ ژانویه ۲۰۰۳  |
| ۱۷۴۵۰۷ | 2003 BN63   | ۲۸ ژانویه ۲۰۰۳  |
| ۱۷۴۵۰۸ | 2003 BS63   | ۲۸ ژانویه ۲۰۰۳  |
| ۱۷۴۵۰۹ | 2003 BU64   | ۳۰ ژانویه ۲۰۰۳  |
| ۱۷۴۵۱۰ | 2003 BR68   | ۲۸ ژانویه ۲۰۰۳  |
| ۱۷۴۵۱۱ | 2003 BH77   | ۳۰ ژانویه ۲۰۰۳  |
| ۱۷۴۵۱۲ | 2003 BC78   | ۳۰ ژانویه ۲۰۰۳  |
| ۱۷۴۵۱۳ | 2003 BO81   | ۳۱ ژانویه ۲۰۰۳  |
| ۱۷۴۵۱۴ | 2003 BZ91   | ۲۶ ژانویه ۲۰۰۳  |
| ۱۷۴۵۱۵ | 2003 BN92   | ۲۸ ژانویه ۲۰۰۳  |
| ۱۷۴۵۱۶ | 2003 CV7    | ۱ فوریه ۲۰۰۳    |
| ۱۷۴۵۱۷ | 2003 CK8    | ۱ فوریه ۲۰۰۳    |
| ۱۷۴۵۱۸ | 2003 CB18   | ۸ فوریه ۲۰۰۳    |
| ۱۷۴۵۱۹ | 2003 CV25   | ۹ فوریه ۲۰۰۳    |
| ۱۷۴۵۲۰ | 2003 DY3    | ۲۲ فوریه ۲۰۰۳   |
| ۱۷۴۵۲۱ | 2003 DQ14   | ۲۴ فوریه ۲۰۰۳   |
| ۱۷۴۵۲۲ | 2003 DD17   | ۲۲ فوریه ۲۰۰۳   |
| ۱۷۴۵۲۳ | 2003 DE17   | ۲۲ فوریه ۲۰۰۳   |
| ۱۷۴۵۲۴ | 2003 DO19   | ۲۲ فوریه ۲۰۰۳   |
| ۱۷۴۵۲۵ | 2003 DZ19   | ۲۲ فوریه ۲۰۰۳   |
| ۱۷۴۵۲۶ | 2003 DK20   | ۲۲ فوریه ۲۰۰۳   |
| ۱۷۴۵۲۷ | 2003 EZ6    | ۶ مارس ۲۰۰۳     |
| ۱۷۴۵۲۸ | 2003 EL15   | ۷ مارس ۲۰۰۳     |
| ۱۷۴۵۲۹ | 2003 EF21   | ۶ مارس ۲۰۰۳     |
| ۱۷۴۵۳۰ | 2003 EA25   | ۶ مارس ۲۰۰۳     |
| ۱۷۴۵۳۱ | 2003 EW27   | ۶ مارس ۲۰۰۳     |
| ۱۷۴۵۳۲ | 2003 EA29   | ۶ مارس ۲۰۰۳     |
| ۱۷۴۵۳۳ | 2003 EU29   | ۶ مارس ۲۰۰۳     |
| ۱۷۴۵۳۴ | 2003 EY32   | ۷ مارس ۲۰۰۳     |
| ۱۷۴۵۳۵ | 2003 EF37   | ۸ مارس ۲۰۰۳     |
| ۱۷۴۵۳۶ | 2003 EB41   | ۸ مارس ۲۰۰۳     |
| ۱۷۴۵۳۷ | 2003 EW43   | ۶ مارس ۲۰۰۳     |
| ۱۷۴۵۳۸ | 2003 ED47   | ۸ مارس ۲۰۰۳     |
| ۱۷۴۵۳۹ | 2003 EH57   | ۹ مارس ۲۰۰۳     |
| ۱۷۴۵۴۰ | 2003 EM60   | ۱۲ مارس ۲۰۰۳    |
| ۱۷۴۵۴۱ | 2003 EZ61   | ۷ مارس ۲۰۰۳     |
| ۱۷۴۵۴۱ | 2003 FE     | ۲۲ مارس ۲۰۰۳    |
| ۱۷۴۵۴۳ | 2003 FF10   | ۲۳ مارس ۲۰۰۳    |
| ۱۷۴۵۴۴ | 2003 FL26   | ۲۴ مارس ۲۰۰۳    |
| ۱۷۴۵۴۵ | 2003 FD51   | ۲۵ مارس ۲۰۰۳    |
| ۱۷۴۵۴۶ | 2003 FL55   | ۲۶ مارس ۲۰۰۳    |
| ۱۷۴۵۴۷ | 2003 FF62   | ۲۶ مارس ۲۰۰۳    |
| ۱۷۴۵۴۸ | 2003 FT66   | ۲۶ مارس ۲۰۰۳    |
| ۱۷۴۵۴۹ | 2003 FN67   | ۲۶ مارس ۲۰۰۳    |
| ۱۷۴۵۵۰ | 2003 FT71   | ۲۶ مارس ۲۰۰۳    |
| ۱۷۴۵۵۱ | 2003 FH75   | ۲۷ مارس ۲۰۰۳    |
| ۱۷۴۵۵۲ | 2003 FP83   | ۲۷ مارس ۲۰۰۳    |
| ۱۷۴۵۵۳ | 2003 FR85   | ۲۸ مارس ۲۰۰۳    |
| ۱۷۴۵۵۴ | 2003 FB86   | ۲۸ مارس ۲۰۰۳    |
| ۱۷۴۵۵۵ | 2003 FO89   | ۲۹ مارس ۲۰۰۳    |
| ۱۷۴۵۵۶ | 2003 FT95   | ۳۰ مارس ۲۰۰۳    |
| ۱۷۴۵۵۷ | 2003 FR98   | ۳۰ مارس ۲۰۰۳    |
| ۱۷۴۵۵۸ | 2003 FB99   | ۳۰ مارس ۲۰۰۳    |
| ۱۷۴۵۵۹ | 2003 FZ100  | ۳۱ مارس ۲۰۰۳    |
| ۱۷۴۵۶۰ | 2003 FM101  | ۳۱ مارس ۲۰۰۳    |
| ۱۷۴۵۶۱ | 2003 FG130  | ۲۷ مارس ۲۰۰۳    |
| ۱۷۴۵۶۲ | 2003 GQ5    | ۱ آوریل ۲۰۰۳    |
| ۱۷۴۵۶۳ | 2003 GL12   | ۱ آوریل ۲۰۰۳    |
| ۱۷۴۵۶۴ | 2003 GE16   | ۲ آوریل ۲۰۰۳    |
| ۱۷۴۵۶۴ | 2003 HC     | ۲۰ آوریل ۲۰۰۳   |
| ۱۷۴۵۶۶ | 2003 KT16   | ۲۸ مه ۲۰۰۳      |
| ۱۷۴۵۶۷ | 2003 MW12   | ۲۱ ژوئن ۲۰۰۳    |
| ۱۷۴۵۶۸ | 2003 NO12   | ۵ ژوئیه ۲۰۰۳    |
| ۱۷۴۵۶۹ | 2003 NQ12   | ۵ ژوئیه ۲۰۰۳    |
| ۱۷۴۵۷۰ | 2003 OH1    | ۱۸ ژوئیه ۲۰۰۳   |
| ۱۷۴۵۷۱ | 2003 OV12   | ۲۸ ژوئیه ۲۰۰۳   |
| ۱۷۴۵۷۲ | 2003 OH22   | ۲۹ ژوئیه ۲۰۰۳   |
| ۱۷۴۵۷۳ | 2003 OM22   | ۳۰ ژوئیه ۲۰۰۳   |
| ۱۷۴۵۷۴ | 2003 OW22   | ۳۰ ژوئیه ۲۰۰۳   |
| ۱۷۴۵۷۵ | 2003 OA27   | ۲۴ ژوئیه ۲۰۰۳   |
| ۱۷۴۵۷۶ | 2003 OA29   | ۲۴ ژوئیه ۲۰۰۳   |
| ۱۷۴۵۷۷ | 2003 OH31   | ۳۰ ژوئیه ۲۰۰۳   |
| ۱۷۴۵۷۸ | 2003 PQ5    | ۱ اوت ۲۰۰۳      |
| ۱۷۴۵۷۹ | 2003 QM17   | ۲۲ اوت ۲۰۰۳     |
| ۱۷۴۵۸۰ | 2003 QR18   | ۲۲ اوت ۲۰۰۳     |
| ۱۷۴۵۸۱ | 2003 QX22   | ۲۰ اوت ۲۰۰۳     |
| ۱۷۴۵۸۲ | 2003 QC25   | ۲۲ اوت ۲۰۰۳     |
| ۱۷۴۵۸۳ | 2003 QO30   | ۲۲ اوت ۲۰۰۳     |
| ۱۷۴۵۸۴ | 2003 QH34   | ۲۲ اوت ۲۰۰۳     |
| ۱۷۴۵۸۵ | 2003 QN37   | ۲۲ اوت ۲۰۰۳     |
| ۱۷۴۵۸۶ | 2003 QQ39   | ۲۲ اوت ۲۰۰۳     |
| ۱۷۴۵۸۷ | 2003 QF42   | ۲۲ اوت ۲۰۰۳     |
| ۱۷۴۵۸۸ | 2003 QM42   | ۲۲ اوت ۲۰۰۳     |
| ۱۷۴۵۸۹ | 2003 QY45   | ۲۳ اوت ۲۰۰۳     |
| ۱۷۴۵۹۰ | 2003 QD46   | ۲۳ اوت ۲۰۰۳     |
| ۱۷۴۵۹۱ | 2003 QL46   | ۲۳ اوت ۲۰۰۳     |
| ۱۷۴۵۹۲ | 2003 QR53   | ۲۳ اوت ۲۰۰۳     |
| ۱۷۴۵۹۳ | 2003 QB56   | ۲۳ اوت ۲۰۰۳     |
| ۱۷۴۵۹۴ | 2003 QH56   | ۲۳ اوت ۲۰۰۳     |
| ۱۷۴۵۹۵ | 2003 QK59   | ۲۳ اوت ۲۰۰۳     |
| ۱۷۴۵۹۶ | 2003 QC65   | ۲۳ اوت ۲۰۰۳     |
| ۱۷۴۵۹۷ | 2003 QD67   | ۲۳ اوت ۲۰۰۳     |
| ۱۷۴۵۹۸ | 2003 QR67   | ۲۴ اوت ۲۰۰۳     |
| ۱۷۴۵۹۹ | 2003 QM70   | ۲۱ اوت ۲۰۰۳     |
| ۱۷۴۶۰۰ | 2003 QH76   | ۲۴ اوت ۲۰۰۳     |
| ۱۷۴۶۰۱ | 2003 QA78   | ۲۴ اوت ۲۰۰۳     |
| ۱۷۴۶۰۲ | 2003 QM107  | ۳۱ اوت ۲۰۰۳     |
| ۱۷۴۶۰۳ | 2003 QN111  | ۳۱ اوت ۲۰۰۳     |
| ۱۷۴۶۰۴ | 2003 QO111  | ۳۱ اوت ۲۰۰۳     |
| ۱۷۴۶۰۵ | 2003 RT5    | ۳ سپتامبر ۲۰۰۳  |
| ۱۷۴۶۰۶ | 2003 RP21   | ۱۳ سپتامبر ۲۰۰۳ |
| ۱۷۴۶۰۷ | 2003 RE27   | ۳ سپتامبر ۲۰۰۳  |
| ۱۷۴۶۰۸ | 2003 SY5    | ۱۶ سپتامبر ۲۰۰۳ |
| ۱۷۴۶۰۹ | 2003 SZ25   | ۱۷ سپتامبر ۲۰۰۳ |
| ۱۷۴۶۱۰ | 2003 SB36   | ۱۸ سپتامبر ۲۰۰۳ |
| ۱۷۴۶۱۱ | 2003 SV36   | ۱۹ سپتامبر ۲۰۰۳ |
| ۱۷۴۶۱۲ | 2003 SM39   | ۱۶ سپتامبر ۲۰۰۳ |
| ۱۷۴۶۱۳ | 2003 SH41   | ۱۷ سپتامبر ۲۰۰۳ |
| ۱۷۴۶۱۴ | 2003 SQ43   | ۱۶ سپتامبر ۲۰۰۳ |
| ۱۷۴۶۱۵ | 2003 SO44   | ۱۶ سپتامبر ۲۰۰۳ |
| ۱۷۴۶۱۶ | 2003 SQ51   | ۱۸ سپتامبر ۲۰۰۳ |
| ۱۷۴۶۱۷ | 2003 SX51   | ۱۸ سپتامبر ۲۰۰۳ |
| ۱۷۴۶۱۸ | 2003 SC52   | ۱۸ سپتامبر ۲۰۰۳ |
| ۱۷۴۶۱۹ | 2003 SH64   | ۱۸ سپتامبر ۲۰۰۳ |
| ۱۷۴۶۲۰ | 2003 SB66   | ۱۸ سپتامبر ۲۰۰۳ |
| ۱۷۴۶۲۱ | 2003 SX66   | ۱۹ سپتامبر ۲۰۰۳ |
| ۱۷۴۶۲۲ | 2003 SN67   | ۱۹ سپتامبر ۲۰۰۳ |
| ۱۷۴۶۲۳ | 2003 SC74   | ۱۸ سپتامبر ۲۰۰۳ |
| ۱۷۴۶۲۴ | 2003 SY74   | ۱۸ سپتامبر ۲۰۰۳ |
| ۱۷۴۶۲۵ | 2003 ST76   | ۱۹ سپتامبر ۲۰۰۳ |
| ۱۷۴۶۲۶ | 2003 SN77   | ۱۹ سپتامبر ۲۰۰۳ |
| ۱۷۴۶۲۷ | 2003 SQ79   | ۱۹ سپتامبر ۲۰۰۳ |
| ۱۷۴۶۲۸ | 2003 ST91   | ۱۸ سپتامبر ۲۰۰۳ |
| ۱۷۴۶۲۹ | 2003 SD92   | ۱۸ سپتامبر ۲۰۰۳ |
| ۱۷۴۶۳۰ | 2003 SJ93   | ۱۸ سپتامبر ۲۰۰۳ |
| ۱۷۴۶۳۱ | 2003 SD108  | ۲۰ سپتامبر ۲۰۰۳ |
| ۱۷۴۶۳۲ | 2003 SK110  | ۲۰ سپتامبر ۲۰۰۳ |
| ۱۷۴۶۳۳ | 2003 SM110  | ۲۰ سپتامبر ۲۰۰۳ |
| ۱۷۴۶۳۴ | 2003 SC111  | ۲۰ سپتامبر ۲۰۰۳ |
| ۱۷۴۶۳۵ | 2003 SZ124  | ۱۹ سپتامبر ۲۰۰۳ |
| ۱۷۴۶۳۶ | 2003 SU125  | ۱۹ سپتامبر ۲۰۰۳ |
| ۱۷۴۶۳۷ | 2003 SK137  | ۲۰ سپتامبر ۲۰۰۳ |
| ۱۷۴۶۳۸ | 2003 SG138  | ۱۹ سپتامبر ۲۰۰۳ |
| ۱۷۴۶۳۹ | 2003 SA139  | ۲۱ سپتامبر ۲۰۰۳ |
| ۱۷۴۶۴۰ | 2003 SN141  | ۱۹ سپتامبر ۲۰۰۳ |
| ۱۷۴۶۴۱ | 2003 SU141  | ۲۰ سپتامبر ۲۰۰۳ |
| ۱۷۴۶۴۲ | 2003 SL142  | ۲۰ سپتامبر ۲۰۰۳ |
| ۱۷۴۶۴۳ | 2003 SF145  | ۱۹ سپتامبر ۲۰۰۳ |
| ۱۷۴۶۴۴ | 2003 SD155  | ۱۹ سپتامبر ۲۰۰۳ |
| ۱۷۴۶۴۵ | 2003 SH161  | ۱۸ سپتامبر ۲۰۰۳ |
| ۱۷۴۶۴۶ | 2003 SO164  | ۲۰ سپتامبر ۲۰۰۳ |
| ۱۷۴۶۴۷ | 2003 SX167  | ۲۳ سپتامبر ۲۰۰۳ |
| ۱۷۴۶۴۸ | 2003 SO169  | ۲۳ سپتامبر ۲۰۰۳ |
| ۱۷۴۶۴۹ | 2003 SA173  | ۱۸ سپتامبر ۲۰۰۳ |
| ۱۷۴۶۵۰ | 2003 SK181  | ۲۰ سپتامبر ۲۰۰۳ |
| ۱۷۴۶۵۱ | 2003 SJ189  | ۲۲ سپتامبر ۲۰۰۳ |
| ۱۷۴۶۵۲ | 2003 SJ190  | ۲۴ سپتامبر ۲۰۰۳ |
| ۱۷۴۶۵۳ | 2003 SC191  | ۱۸ سپتامبر ۲۰۰۳ |
| ۱۷۴۶۵۴ | 2003 SL192  | ۲۰ سپتامبر ۲۰۰۳ |
| ۱۷۴۶۵۵ | 2003 SZ194  | ۲۰ سپتامبر ۲۰۰۳ |
| ۱۷۴۶۵۶ | 2003 SD195  | ۲۰ سپتامبر ۲۰۰۳ |
| ۱۷۴۶۵۷ | 2003 ST199  | ۲۱ سپتامبر ۲۰۰۳ |
| ۱۷۴۶۵۸ | 2003 SH204  | ۲۲ سپتامبر ۲۰۰۳ |
| ۱۷۴۶۵۹ | 2003 SV207  | ۲۶ سپتامبر ۲۰۰۳ |
| ۱۷۴۶۶۰ | 2003 SW209  | ۲۵ سپتامبر ۲۰۰۳ |
| ۱۷۴۶۶۱ | 2003 SM210  | ۲۶ سپتامبر ۲۰۰۳ |
| ۱۷۴۶۶۲ | 2003 SZ213  | ۲۶ سپتامبر ۲۰۰۳ |
| ۱۷۴۶۶۳ | 2003 SY216  | ۲۷ سپتامبر ۲۰۰۳ |
| ۱۷۴۶۶۴ | 2003 SR220  | ۲۹ سپتامبر ۲۰۰۳ |
| ۱۷۴۶۶۵ | 2003 SC225  | ۲۵ سپتامبر ۲۰۰۳ |
| ۱۷۴۶۶۶ | 2003 SR230  | ۲۴ سپتامبر ۲۰۰۳ |
| ۱۷۴۶۶۷ | 2003 SN232  | ۲۴ سپتامبر ۲۰۰۳ |
| ۱۷۴۶۶۸ | 2003 SQ233  | ۲۵ سپتامبر ۲۰۰۳ |
| ۱۷۴۶۶۹ | 2003 SY246  | ۲۶ سپتامبر ۲۰۰۳ |
| ۱۷۴۶۷۰ | 2003 SA249  | ۲۶ سپتامبر ۲۰۰۳ |
| ۱۷۴۶۷۱ | 2003 SW251  | ۲۶ سپتامبر ۲۰۰۳ |
| ۱۷۴۶۷۲ | 2003 SB252  | ۲۶ سپتامبر ۲۰۰۳ |
| ۱۷۴۶۷۳ | 2003 SO255  | ۲۷ سپتامبر ۲۰۰۳ |
| ۱۷۴۶۷۴ | 2003 SD260  | ۲۹ سپتامبر ۲۰۰۳ |
| ۱۷۴۶۷۵ | 2003 SB270  | ۲۴ سپتامبر ۲۰۰۳ |
| ۱۷۴۶۷۶ | 2003 SE284  | ۲۰ سپتامبر ۲۰۰۳ |
| ۱۷۴۶۷۷ | 2003 SA297  | ۱۶ سپتامبر ۲۰۰۳ |
| ۱۷۴۶۷۸ | 2003 SB303  | ۱۷ سپتامبر ۲۰۰۳ |
| ۱۷۴۶۷۹ | 2003 SD303  | ۱۷ سپتامبر ۲۰۰۳ |
| ۱۷۴۶۸۰ | 2003 SC304  | ۱۷ سپتامبر ۲۰۰۳ |
| ۱۷۴۶۸۱ | 2003 SO309  | ۲۷ سپتامبر ۲۰۰۳ |
| ۱۷۴۶۸۲ | 2003 SJ311  | ۲۹ سپتامبر ۲۰۰۳ |
| ۱۷۴۶۸۳ | 2003 TD7    | ۱ اکتبر ۲۰۰۳    |
| ۱۷۴۶۸۴ | 2003 TL9    | ۵ اکتبر ۲۰۰۳    |
| ۱۷۴۶۸۵ | 2003 TL20   | ۱۴ اکتبر ۲۰۰۳   |
| ۱۷۴۶۸۶ | 2003 TM37   | ۲ اکتبر ۲۰۰۳    |
| ۱۷۴۶۸۷ | 2003 UV9    | ۲۰ اکتبر ۲۰۰۳   |
| ۱۷۴۶۸۸ | 2003 UR14   | ۱۶ اکتبر ۲۰۰۳   |
| ۱۷۴۶۸۹ | 2003 UM15   | ۱۶ اکتبر ۲۰۰۳   |
| ۱۷۴۶۹۰ | 2003 UG19   | ۲۰ اکتبر ۲۰۰۳   |
| ۱۷۴۶۹۱ | 2003 US22   | ۲۳ اکتبر ۲۰۰۳   |
| ۱۷۴۶۹۲ | 2003 UY25   | ۲۲ اکتبر ۲۰۰۳   |
| ۱۷۴۶۹۳ | 2003 UW27   | ۲۲ اکتبر ۲۰۰۳   |
| ۱۷۴۶۹۴ | 2003 UP40   | ۱۶ اکتبر ۲۰۰۳   |
| ۱۷۴۶۹۵ | 2003 UG47   | ۱۶ اکتبر ۲۰۰۳   |
| ۱۷۴۶۹۶ | 2003 UW53   | ۱۸ اکتبر ۲۰۰۳   |
| ۱۷۴۶۹۷ | 2003 UC58   | ۱۶ اکتبر ۲۰۰۳   |
| ۱۷۴۶۹۸ | 2003 UV60   | ۱۶ اکتبر ۲۰۰۳   |
| ۱۷۴۶۹۹ | 2003 UY64   | ۱۶ اکتبر ۲۰۰۳   |
| ۱۷۴۷۰۰ | 2003 UJ68   | ۱۶ اکتبر ۲۰۰۳   |
| ۱۷۴۷۰۱ | 2003 UV77   | ۱۷ اکتبر ۲۰۰۳   |
| ۱۷۴۷۰۲ | 2003 UX81   | ۱۸ اکتبر ۲۰۰۳   |
| ۱۷۴۷۰۳ | 2003 UR91   | ۲۰ اکتبر ۲۰۰۳   |
| ۱۷۴۷۰۴ | 2003 UW97   | ۱۹ اکتبر ۲۰۰۳   |
| ۱۷۴۷۰۵ | 2003 UG100  | ۱۹ اکتبر ۲۰۰۳   |
| ۱۷۴۷۰۶ | 2003 US102  | ۲۰ اکتبر ۲۰۰۳   |
| ۱۷۴۷۰۷ | 2003 UP103  | ۲۰ اکتبر ۲۰۰۳   |
| ۱۷۴۷۰۸ | 2003 UA104  | ۱۷ اکتبر ۲۰۰۳   |
| ۱۷۴۷۰۹ | 2003 UK112  | ۲۰ اکتبر ۲۰۰۳   |
| ۱۷۴۷۱۰ | 2003 UX113  | ۲۰ اکتبر ۲۰۰۳   |
| ۱۷۴۷۱۱ | 2003 UK117  | ۲۱ اکتبر ۲۰۰۳   |
| ۱۷۴۷۱۲ | 2003 UQ129  | ۱۸ اکتبر ۲۰۰۳   |
| ۱۷۴۷۱۳ | 2003 UA133  | ۱۹ اکتبر ۲۰۰۳   |
| ۱۷۴۷۱۴ | 2003 UU136  | ۲۱ اکتبر ۲۰۰۳   |
| ۱۷۴۷۱۵ | 2003 UM142  | ۱۸ اکتبر ۲۰۰۳   |
| ۱۷۴۷۱۶ | 2003 UV142  | ۱۸ اکتبر ۲۰۰۳   |
| ۱۷۴۷۱۷ | 2003 UU144  | ۱۸ اکتبر ۲۰۰۳   |
| ۱۷۴۷۱۸ | 2003 UD146  | ۱۸ اکتبر ۲۰۰۳   |
| ۱۷۴۷۱۹ | 2003 UP149  | ۲۰ اکتبر ۲۰۰۳   |
| ۱۷۴۷۲۰ | 2003 UD151  | ۲۱ اکتبر ۲۰۰۳   |
| ۱۷۴۷۲۱ | 2003 UF151  | ۲۱ اکتبر ۲۰۰۳   |
| ۱۷۴۷۲۲ | 2003 UB158  | ۲۰ اکتبر ۲۰۰۳   |
| ۱۷۴۷۲۳ | 2003 UG159  | ۲۰ اکتبر ۲۰۰۳   |
| ۱۷۴۷۲۴ | 2003 UZ160  | ۲۱ اکتبر ۲۰۰۳   |
| ۱۷۴۷۲۵ | 2003 UL162  | ۲۱ اکتبر ۲۰۰۳   |
| ۱۷۴۷۲۶ | 2003 UX162  | ۲۱ اکتبر ۲۰۰۳   |
| ۱۷۴۷۲۷ | 2003 UU168  | ۲۲ اکتبر ۲۰۰۳   |
| ۱۷۴۷۲۸ | 2003 UB181  | ۲۱ اکتبر ۲۰۰۳   |
| ۱۷۴۷۲۹ | 2003 UB182  | ۲۱ اکتبر ۲۰۰۳   |
| ۱۷۴۷۳۰ | 2003 UJ182  | ۲۱ اکتبر ۲۰۰۳   |
| ۱۷۴۷۳۱ | 2003 UH183  | ۲۱ اکتبر ۲۰۰۳   |
| ۱۷۴۷۳۲ | 2003 UN187  | ۲۲ اکتبر ۲۰۰۳   |
| ۱۷۴۷۳۳ | 2003 UH188  | ۲۲ اکتبر ۲۰۰۳   |
| ۱۷۴۷۳۴ | 2003 UO190  | ۲۳ اکتبر ۲۰۰۳   |
| ۱۷۴۷۳۵ | 2003 UV195  | ۲۰ اکتبر ۲۰۰۳   |
| ۱۷۴۷۳۶ | 2003 UB210  | ۲۳ اکتبر ۲۰۰۳   |
| ۱۷۴۷۳۷ | 2003 UR213  | ۲۴ اکتبر ۲۰۰۳   |
| ۱۷۴۷۳۸ | 2003 UZ217  | ۲۱ اکتبر ۲۰۰۳   |
| ۱۷۴۷۳۹ | 2003 UX222  | ۲۲ اکتبر ۲۰۰۳   |
| ۱۷۴۷۴۰ | 2003 UY228  | ۲۳ اکتبر ۲۰۰۳   |
| ۱۷۴۷۴۱ | 2003 UR230  | ۲۳ اکتبر ۲۰۰۳   |
| ۱۷۴۷۴۲ | 2003 UP231  | ۲۴ اکتبر ۲۰۰۳   |
| ۱۷۴۷۴۳ | 2003 UA235  | ۲۴ اکتبر ۲۰۰۳   |
| ۱۷۴۷۴۴ | 2003 UA237  | ۲۳ اکتبر ۲۰۰۳   |
| ۱۷۴۷۴۵ | 2003 UH241  | ۲۴ اکتبر ۲۰۰۳   |
| ۱۷۴۷۴۶ | 2003 UE242  | ۲۴ اکتبر ۲۰۰۳   |
| ۱۷۴۷۴۷ | 2003 UE253  | ۲۷ اکتبر ۲۰۰۳   |
| ۱۷۴۷۴۸ | 2003 UX264  | ۲۷ اکتبر ۲۰۰۳   |
| ۱۷۴۷۴۹ | 2003 UC265  | ۲۷ اکتبر ۲۰۰۳   |
| ۱۷۴۷۵۰ | 2003 UR275  | ۲۹ اکتبر ۲۰۰۳   |
| ۱۷۴۷۵۱ | 2003 UQ276  | ۳۰ اکتبر ۲۰۰۳   |
| ۱۷۴۷۵۲ | 2003 UN281  | ۲۸ اکتبر ۲۰۰۳   |
| ۱۷۴۷۵۳ | 2003 UH282  | ۲۹ اکتبر ۲۰۰۳   |
| ۱۷۴۷۵۴ | 2003 UA283  | ۲۹ اکتبر ۲۰۰۳   |
| ۱۷۴۷۵۵ | 2003 UN297  | ۱۶ اکتبر ۲۰۰۳   |
| ۱۷۴۷۵۵ | 2003 VN     | ۱ نوامبر ۲۰۰۳   |
| ۱۷۴۷۵۷ | 2003 VK2    | ۵ نوامبر ۲۰۰۳   |
| ۱۷۴۷۵۸ | 2003 VX2    | ۱۴ نوامبر ۲۰۰۳  |
| ۱۷۴۷۵۹ | 2003 VT4    | ۱۵ نوامبر ۲۰۰۳  |
| ۱۷۴۷۶۰ | 2003 VP9    | ۱۵ نوامبر ۲۰۰۳  |
| ۱۷۴۷۶۱ | 2003 VX11   | ۳ نوامبر ۲۰۰۳   |
| ۱۷۴۷۶۲ | 2003 WV6    | ۱۸ نوامبر ۲۰۰۳  |
| ۱۷۴۷۶۳ | 2003 WY9    | ۱۸ نوامبر ۲۰۰۳  |
| ۱۷۴۷۶۴ | 2003 WK25   | ۲۱ نوامبر ۲۰۰۳  |
| ۱۷۴۷۶۵ | 2003 WZ25   | ۱۹ نوامبر ۲۰۰۳  |
| ۱۷۴۷۶۶ | 2003 WZ27   | ۱۶ نوامبر ۲۰۰۳  |
| ۱۷۴۷۶۷ | 2003 WR28   | ۱۶ نوامبر ۲۰۰۳  |
| ۱۷۴۷۶۸ | 2003 WK36   | ۱۹ نوامبر ۲۰۰۳  |
| ۱۷۴۷۶۹ | 2003 WK43   | ۱۸ نوامبر ۲۰۰۳  |
| ۱۷۴۷۷۰ | 2003 WS44   | ۱۹ نوامبر ۲۰۰۳  |
| ۱۷۴۷۷۱ | 2003 WC45   | ۱۹ نوامبر ۲۰۰۳  |
| ۱۷۴۷۷۲ | 2003 WP49   | ۱۹ نوامبر ۲۰۰۳  |
| ۱۷۴۷۷۳ | 2003 WF53   | ۲۰ نوامبر ۲۰۰۳  |
| ۱۷۴۷۷۴ | 2003 WN55   | ۲۰ نوامبر ۲۰۰۳  |
| ۱۷۴۷۷۵ | 2003 WB56   | ۲۰ نوامبر ۲۰۰۳  |
| ۱۷۴۷۷۶ | 2003 WS62   | ۱۹ نوامبر ۲۰۰۳  |
| ۱۷۴۷۷۷ | 2003 WB64   | ۱۹ نوامبر ۲۰۰۳  |
| ۱۷۴۷۷۸ | 2003 WO80   | ۲۰ نوامبر ۲۰۰۳  |
| ۱۷۴۷۷۹ | 2003 WV82   | ۲۰ نوامبر ۲۰۰۳  |
| ۱۷۴۷۸۰ | 2003 WC92   | ۱۸ نوامبر ۲۰۰۳  |
| ۱۷۴۷۸۱ | 2003 WT92   | ۱۹ نوامبر ۲۰۰۳  |
| ۱۷۴۷۸۲ | 2003 WD95   | ۱۹ نوامبر ۲۰۰۳  |
| ۱۷۴۷۸۳ | 2003 WY96   | ۱۹ نوامبر ۲۰۰۳  |
| ۱۷۴۷۸۴ | 2003 WN98   | ۲۰ نوامبر ۲۰۰۳  |
| ۱۷۴۷۸۵ | 2003 WS106  | ۲۱ نوامبر ۲۰۰۳  |
| ۱۷۴۷۸۶ | 2003 WB111  | ۲۰ نوامبر ۲۰۰۳  |
| ۱۷۴۷۸۷ | 2003 WE120  | ۲۰ نوامبر ۲۰۰۳  |
| ۱۷۴۷۸۸ | 2003 WN120  | ۲۰ نوامبر ۲۰۰۳  |
| ۱۷۴۷۸۹ | 2003 WN121  | ۲۰ نوامبر ۲۰۰۳  |
| ۱۷۴۷۹۰ | 2003 WZ123  | ۲۰ نوامبر ۲۰۰۳  |
| ۱۷۴۷۹۱ | 2003 WX126  | ۲۰ نوامبر ۲۰۰۳  |
| ۱۷۴۷۹۲ | 2003 WO133  | ۲۱ نوامبر ۲۰۰۳  |
| ۱۷۴۷۹۳ | 2003 WU136  | ۲۱ نوامبر ۲۰۰۳  |
| ۱۷۴۷۹۴ | 2003 WM139  | ۲۱ نوامبر ۲۰۰۳  |
| ۱۷۴۷۹۵ | 2003 WN145  | ۲۱ نوامبر ۲۰۰۳  |
| ۱۷۴۷۹۶ | 2003 WC146  | ۲۱ نوامبر ۲۰۰۳  |
| ۱۷۴۷۹۷ | 2003 WL146  | ۲۳ نوامبر ۲۰۰۳  |
| ۱۷۴۷۹۸ | 2003 WQ147  | ۲۳ نوامبر ۲۰۰۳  |
| ۱۷۴۷۹۹ | 2003 WX156  | ۲۹ نوامبر ۲۰۰۳  |
| ۱۷۴۸۰۰ | 2003 WV159  | ۳۰ نوامبر ۲۰۰۳  |
| ۱۷۴۸۰۱ | Etscorn     | ۲۳ نوامبر ۲۰۰۳  |
| ۱۷۴۸۰۲ | 2003 WV168  | ۱۹ نوامبر ۲۰۰۳  |
| ۱۷۴۸۰۳ | 2003 WN171  | ۲۳ نوامبر ۲۰۰۳  |
| ۱۷۴۸۰۴ | 2003 WJ192  | ۱۹ نوامبر ۲۰۰۳  |
| ۱۷۴۸۰۵ | 2003 WN192  | ۲۱ نوامبر ۲۰۰۳  |
| ۱۷۴۸۰۵ | 2003 XL     | ۳ دسامبر ۲۰۰۳   |
| ۱۷۴۸۰۷ | 2003 XR2    | ۱ دسامبر ۲۰۰۳   |
| ۱۷۴۸۰۸ | 2003 XF4    | ۱ دسامبر ۲۰۰۳   |
| ۱۷۴۸۰۹ | 2003 XN9    | ۴ دسامبر ۲۰۰۳   |
| ۱۷۴۸۱۰ | 2003 XZ9    | ۴ دسامبر ۲۰۰۳   |
| ۱۷۴۸۱۱ | 2003 XD12   | ۱۴ دسامبر ۲۰۰۳  |
| ۱۷۴۸۱۲ | 2003 XR12   | ۱۴ دسامبر ۲۰۰۳  |
| ۱۷۴۸۱۳ | 2003 XB19   | ۱۴ دسامبر ۲۰۰۳  |
| ۱۷۴۸۱۴ | 2003 XG21   | ۱۴ دسامبر ۲۰۰۳  |
| ۱۷۴۸۱۵ | 2003 YM3    | ۱۹ دسامبر ۲۰۰۳  |
| ۱۷۴۸۱۶ | 2003 YX12   | ۱۷ دسامبر ۲۰۰۳  |
| ۱۷۴۸۱۷ | 2003 YJ13   | ۱۷ دسامبر ۲۰۰۳  |
| ۱۷۴۸۱۸ | 2003 YH14   | ۱۷ دسامبر ۲۰۰۳  |
| ۱۷۴۸۱۹ | 2003 YE17   | ۱۷ دسامبر ۲۰۰۳  |
| ۱۷۴۸۲۰ | 2003 YV20   | ۱۷ دسامبر ۲۰۰۳  |
| ۱۷۴۸۲۱ | 2003 YW20   | ۱۷ دسامبر ۲۰۰۳  |
| ۱۷۴۸۲۲ | 2003 YW28   | ۱۷ دسامبر ۲۰۰۳  |
| ۱۷۴۸۲۳ | 2003 YV33   | ۱۷ دسامبر ۲۰۰۳  |
| ۱۷۴۸۲۴ | 2003 YA36   | ۱۹ دسامبر ۲۰۰۳  |
| ۱۷۴۸۲۵ | 2003 YT36   | ۱۷ دسامبر ۲۰۰۳  |
| ۱۷۴۸۲۶ | 2003 YO43   | ۱۹ دسامبر ۲۰۰۳  |
| ۱۷۴۸۲۷ | 2003 YV46   | ۱۷ دسامبر ۲۰۰۳  |
| ۱۷۴۸۲۸ | 2003 YN58   | ۱۹ دسامبر ۲۰۰۳  |
| ۱۷۴۸۲۹ | 2003 YT66   | ۲۰ دسامبر ۲۰۰۳  |
| ۱۷۴۸۳۰ | 2003 YY79   | ۱۸ دسامبر ۲۰۰۳  |
| ۱۷۴۸۳۱ | 2003 YC82   | ۱۸ دسامبر ۲۰۰۳  |
| ۱۷۴۸۳۲ | 2003 YV82   | ۱۸ دسامبر ۲۰۰۳  |
| ۱۷۴۸۳۳ | 2003 YW83   | ۱۹ دسامبر ۲۰۰۳  |
| ۱۷۴۸۳۴ | 2003 YE88   | ۱۹ دسامبر ۲۰۰۳  |
| ۱۷۴۸۳۵ | 2003 YQ103  | ۲۱ دسامبر ۲۰۰۳  |
| ۱۷۴۸۳۶ | 2003 YP105  | ۲۲ دسامبر ۲۰۰۳  |
| ۱۷۴۸۳۷ | 2003 YP112  | ۲۳ دسامبر ۲۰۰۳  |
| ۱۷۴۸۳۸ | 2003 YV115  | ۲۷ دسامبر ۲۰۰۳  |
| ۱۷۴۸۳۹ | 2003 YP120  | ۲۷ دسامبر ۲۰۰۳  |
| ۱۷۴۸۴۰ | 2003 YO129  | ۲۷ دسامبر ۲۰۰۳  |
| ۱۷۴۸۴۱ | 2003 YD133  | ۲۸ دسامبر ۲۰۰۳  |
| ۱۷۴۸۴۲ | 2003 YJ145  | ۲۸ دسامبر ۲۰۰۳  |
| ۱۷۴۸۴۳ | 2003 YD146  | ۲۸ دسامبر ۲۰۰۳  |
| ۱۷۴۸۴۴ | 2003 YL147  | ۲۹ دسامبر ۲۰۰۳  |
| ۱۷۴۸۴۵ | 2003 YC149  | ۲۹ دسامبر ۲۰۰۳  |
| ۱۷۴۸۴۶ | 2003 YE153  | ۲۹ دسامبر ۲۰۰۳  |
| ۱۷۴۸۴۷ | 2003 YM154  | ۲۹ دسامبر ۲۰۰۳  |
| ۱۷۴۸۴۸ | 2003 YH155  | ۳۰ دسامبر ۲۰۰۳  |
| ۱۷۴۸۴۹ | 2003 YL155  | ۲۱ دسامبر ۲۰۰۳  |
| ۱۷۴۸۵۰ | 2003 YT155  | ۲۶ دسامبر ۲۰۰۳  |
| ۱۷۴۸۵۱ | 2003 YX164  | ۱۷ دسامبر ۲۰۰۳  |
| ۱۷۴۸۵۲ | 2003 YG167  | ۱۷ دسامبر ۲۰۰۳  |
| ۱۷۴۸۵۳ | 2003 YS168  | ۱۸ دسامبر ۲۰۰۳  |
| ۱۷۴۸۵۴ | 2003 YW173  | ۱۹ دسامبر ۲۰۰۳  |
| ۱۷۴۸۵۵ | 2003 YS180  | ۳۰ دسامبر ۲۰۰۳  |
| ۱۷۴۸۵۶ | 2004 AS2    | ۱۳ ژانویه ۲۰۰۴  |
| ۱۷۴۸۵۷ | 2004 AW3    | ۱۳ ژانویه ۲۰۰۴  |
| ۱۷۴۸۵۸ | 2004 AM4    | ۱۲ ژانویه ۲۰۰۴  |
| ۱۷۴۸۵۹ | 2004 AS7    | ۱۳ ژانویه ۲۰۰۴  |
| ۱۷۴۸۶۰ | 2004 AC8    | ۱۴ ژانویه ۲۰۰۴  |
| ۱۷۴۸۶۱ | 2004 AY21   | ۱۵ ژانویه ۲۰۰۴  |
| ۱۷۴۸۶۲ | 2004 BD2    | ۱۶ ژانویه ۲۰۰۴  |
| ۱۷۴۸۶۳ | 2004 BA15   | ۱۶ ژانویه ۲۰۰۴  |
| ۱۷۴۸۶۴ | 2004 BV15   | ۱۷ ژانویه ۲۰۰۴  |
| ۱۷۴۸۶۵ | 2004 BS16   | ۱۶ ژانویه ۲۰۰۴  |
| ۱۷۴۸۶۶ | 2004 BG18   | ۱۸ ژانویه ۲۰۰۴  |
| ۱۷۴۸۶۷ | 2004 BZ20   | ۱۶ ژانویه ۲۰۰۴  |
| ۱۷۴۸۶۸ | 2004 BH25   | ۱۹ ژانویه ۲۰۰۴  |
| ۱۷۴۸۶۹ | 2004 BX38   | ۲۰ ژانویه ۲۰۰۴  |
| ۱۷۴۸۷۰ | 2004 BG39   | ۲۱ ژانویه ۲۰۰۴  |
| ۱۷۴۸۷۱ | 2004 BE42   | ۱۹ ژانویه ۲۰۰۴  |
| ۱۷۴۸۷۲ | 2004 BP42   | ۱۹ ژانویه ۲۰۰۴  |
| ۱۷۴۸۷۳ | 2004 BL43   | ۲۲ ژانویه ۲۰۰۴  |
| ۱۷۴۸۷۴ | 2004 BQ47   | ۲۱ ژانویه ۲۰۰۴  |
| ۱۷۴۸۷۵ | 2004 BQ50   | ۲۱ ژانویه ۲۰۰۴  |
| ۱۷۴۸۷۶ | 2004 BW50   | ۲۱ ژانویه ۲۰۰۴  |
| ۱۷۴۸۷۷ | 2004 BU52   | ۲۱ ژانویه ۲۰۰۴  |
| ۱۷۴۸۷۸ | 2004 BV53   | ۲۲ ژانویه ۲۰۰۴  |
| ۱۷۴۸۷۹ | 2004 BP54   | ۲۲ ژانویه ۲۰۰۴  |
| ۱۷۴۸۸۰ | 2004 BM55   | ۲۲ ژانویه ۲۰۰۴  |
| ۱۷۴۸۸۱ | 2004 BU58   | ۲۳ ژانویه ۲۰۰۴  |
| ۱۷۴۸۸۲ | 2004 BV65   | ۲۲ ژانویه ۲۰۰۴  |
| ۱۷۴۸۸۳ | 2004 BH72   | ۲۳ ژانویه ۲۰۰۴  |
| ۱۷۴۸۸۴ | 2004 BC74   | ۲۴ ژانویه ۲۰۰۴  |
| ۱۷۴۸۸۵ | 2004 BJ76   | ۲۴ ژانویه ۲۰۰۴  |
| ۱۷۴۸۸۶ | 2004 BW83   | ۲۳ ژانویه ۲۰۰۴  |
| ۱۷۴۸۸۷ | 2004 BL84   | ۲۵ ژانویه ۲۰۰۴  |
| ۱۷۴۸۸۸ | 2004 BP89   | ۲۳ ژانویه ۲۰۰۴  |
| ۱۷۴۸۸۹ | 2004 BA90   | ۲۳ ژانویه ۲۰۰۴  |
| ۱۷۴۸۹۰ | 2004 BH91   | ۲۴ ژانویه ۲۰۰۴  |
| ۱۷۴۸۹۱ | 2004 BJ92   | ۲۶ ژانویه ۲۰۰۴  |
| ۱۷۴۸۹۲ | 2004 BT96   | ۲۴ ژانویه ۲۰۰۴  |
| ۱۷۴۸۹۳ | 2004 BW101  | ۲۹ ژانویه ۲۰۰۴  |
| ۱۷۴۸۹۴ | 2004 BM102  | ۲۹ ژانویه ۲۰۰۴  |
| ۱۷۴۸۹۵ | 2004 BS104  | ۲۳ ژانویه ۲۰۰۴  |
| ۱۷۴۸۹۶ | 2004 BT106  | ۲۶ ژانویه ۲۰۰۴  |
| ۱۷۴۸۹۷ | 2004 BF109  | ۲۸ ژانویه ۲۰۰۴  |
| ۱۷۴۸۹۸ | 2004 BL111  | ۲۹ ژانویه ۲۰۰۴  |
| ۱۷۴۸۹۹ | 2004 BT113  | ۲۸ ژانویه ۲۰۰۴  |
| ۱۷۴۹۰۰ | 2004 BL117  | ۲۸ ژانویه ۲۰۰۴  |
| ۱۷۴۹۰۱ | 2004 BE118  | ۲۹ ژانویه ۲۰۰۴  |
| ۱۷۴۹۰۲ | 2004 BO118  | ۲۹ ژانویه ۲۰۰۴  |
| ۱۷۴۹۰۳ | 2004 BL119  | ۳۰ ژانویه ۲۰۰۴  |
| ۱۷۴۹۰۴ | 2004 BP122  | ۱۸ ژانویه ۲۰۰۴  |
| ۱۷۴۹۰۵ | 2004 BJ127  | ۱۶ ژانویه ۲۰۰۴  |
| ۱۷۴۹۰۶ | 2004 BS127  | ۱۶ ژانویه ۲۰۰۴  |
| ۱۷۴۹۰۷ | 2004 BS133  | ۱۸ ژانویه ۲۰۰۴  |
| ۱۷۴۹۰۸ | 2004 BP134  | ۱۸ ژانویه ۲۰۰۴  |
| ۱۷۴۹۰۹ | 2004 BE147  | ۲۲ ژانویه ۲۰۰۴  |
| ۱۷۴۹۱۰ | 2004 BO151  | ۱۸ ژانویه ۲۰۰۴  |
| ۱۷۴۹۱۱ | 2004 BG153  | ۲۷ ژانویه ۲۰۰۴  |
| ۱۷۴۹۱۲ | 2004 BD155  | ۲۸ ژانویه ۲۰۰۴  |
| ۱۷۴۹۱۳ | 2004 BM156  | ۲۸ ژانویه ۲۰۰۴  |
| ۱۷۴۹۱۴ | 2004 CP1    | ۱۱ فوریه ۲۰۰۴   |
| ۱۷۴۹۱۵ | 2004 CQ1    | ۱۱ فوریه ۲۰۰۴   |
| ۱۷۴۹۱۶ | 2004 CG4    | ۱۰ فوریه ۲۰۰۴   |
| ۱۷۴۹۱۷ | 2004 CN6    | ۱۰ فوریه ۲۰۰۴   |
| ۱۷۴۹۱۸ | 2004 CJ13   | ۱۱ فوریه ۲۰۰۴   |
| ۱۷۴۹۱۹ | 2004 CV20   | ۱۱ فوریه ۲۰۰۴   |
| ۱۷۴۹۲۰ | 2004 CE22   | ۱۱ فوریه ۲۰۰۴   |
| ۱۷۴۹۲۱ | 2004 CJ22   | ۱۱ فوریه ۲۰۰۴   |
| ۱۷۴۹۲۲ | 2004 CB28   | ۱۲ فوریه ۲۰۰۴   |
| ۱۷۴۹۲۳ | 2004 CF33   | ۱۲ فوریه ۲۰۰۴   |
| ۱۷۴۹۲۴ | 2004 CO33   | ۱۲ فوریه ۲۰۰۴   |
| ۱۷۴۹۲۵ | 2004 CE36   | ۱۱ فوریه ۲۰۰۴   |
| ۱۷۴۹۲۶ | 2004 CJ37   | ۱۲ فوریه ۲۰۰۴   |
| ۱۷۴۹۲۷ | 2004 CX37   | ۱۳ فوریه ۲۰۰۴   |
| ۱۷۴۹۲۸ | 2004 CM45   | ۱۳ فوریه ۲۰۰۴   |
| ۱۷۴۹۲۹ | 2004 CZ50   | ۱۴ فوریه ۲۰۰۴   |
| ۱۷۴۹۳۰ | 2004 CP52   | ۱۱ فوریه ۲۰۰۴   |
| ۱۷۴۹۳۱ | 2004 CV54   | ۱۱ فوریه ۲۰۰۴   |
| ۱۷۴۹۳۲ | 2004 CC59   | ۱۰ فوریه ۲۰۰۴   |
| ۱۷۴۹۳۳ | 2004 CE61   | ۱۱ فوریه ۲۰۰۴   |
| ۱۷۴۹۳۴ | 2004 CP62   | ۱۱ فوریه ۲۰۰۴   |
| ۱۷۴۹۳۵ | 2004 CT62   | ۱۱ فوریه ۲۰۰۴   |
| ۱۷۴۹۳۶ | 2004 CU62   | ۱۱ فوریه ۲۰۰۴   |
| ۱۷۴۹۳۷ | 2004 CP64   | ۱۳ فوریه ۲۰۰۴   |
| ۱۷۴۹۳۸ | 2004 CM65   | ۱۴ فوریه ۲۰۰۴   |
| ۱۷۴۹۳۹ | 2004 CW68   | ۱۱ فوریه ۲۰۰۴   |
| ۱۷۴۹۴۰ | 2004 CE70   | ۱۱ فوریه ۲۰۰۴   |
| ۱۷۴۹۴۱ | 2004 CL70   | ۱۲ فوریه ۲۰۰۴   |
| ۱۷۴۹۴۲ | 2004 CS75   | ۱۱ فوریه ۲۰۰۴   |
| ۱۷۴۹۴۳ | 2004 CN79   | ۱۱ فوریه ۲۰۰۴   |
| ۱۷۴۹۴۴ | 2004 CH80   | ۱۱ فوریه ۲۰۰۴   |
| ۱۷۴۹۴۵ | 2004 CX82   | ۱۲ فوریه ۲۰۰۴   |
| ۱۷۴۹۴۶ | 2004 CF85   | ۱۴ فوریه ۲۰۰۴   |
| ۱۷۴۹۴۷ | 2004 CR85   | ۱۴ فوریه ۲۰۰۴   |
| ۱۷۴۹۴۸ | 2004 CZ89   | ۱۲ فوریه ۲۰۰۴   |
| ۱۷۴۹۴۹ | 2004 CB99   | ۱۴ فوریه ۲۰۰۴   |
| ۱۷۴۹۵۰ | 2004 CS104  | ۱۳ فوریه ۲۰۰۴   |
| ۱۷۴۹۵۱ | 2004 CG107  | ۱۴ فوریه ۲۰۰۴   |
| ۱۷۴۹۵۲ | 2004 CN109  | ۱۱ فوریه ۲۰۰۴   |
| ۱۷۴۹۵۳ | 2004 CR109  | ۱۱ فوریه ۲۰۰۴   |
| ۱۷۴۹۵۴ | 2004 CB113  | ۱۳ فوریه ۲۰۰۴   |
| ۱۷۴۹۵۵ | 2004 CP116  | ۱۱ فوریه ۲۰۰۴   |
| ۱۷۴۹۵۶ | 2004 CQ126  | ۱۲ فوریه ۲۰۰۴   |
| ۱۷۴۹۵۷ | 2004 CJ129  | ۱۴ فوریه ۲۰۰۴   |
| ۱۷۴۹۵۸ | 2004 CS130  | ۱۲ فوریه ۲۰۰۴   |
| ۱۷۴۹۵۹ | 2004 DB2    | ۱۷ فوریه ۲۰۰۴   |
| ۱۷۴۹۶۰ | 2004 DK3    | ۱۶ فوریه ۲۰۰۴   |
| ۱۷۴۹۶۱ | 2004 DJ4    | ۱۶ فوریه ۲۰۰۴   |
| ۱۷۴۹۶۲ | 2004 DP4    | ۱۶ فوریه ۲۰۰۴   |
| ۱۷۴۹۶۳ | 2004 DJ7    | ۱۷ فوریه ۲۰۰۴   |
| ۱۷۴۹۶۴ | 2004 DN14   | ۱۶ فوریه ۲۰۰۴   |
| ۱۷۴۹۶۵ | 2004 DH16   | ۱۷ فوریه ۲۰۰۴   |
| ۱۷۴۹۶۶ | 2004 DN17   | ۱۸ فوریه ۲۰۰۴   |
| ۱۷۴۹۶۷ | 2004 DD19   | ۱۶ فوریه ۲۰۰۴   |
| ۱۷۴۹۶۸ | 2004 DA29   | ۱۷ فوریه ۲۰۰۴   |
| ۱۷۴۹۶۹ | 2004 DT29   | ۱۷ فوریه ۲۰۰۴   |
| ۱۷۴۹۷۰ | 2004 DK30   | ۱۷ فوریه ۲۰۰۴   |
| ۱۷۴۹۷۱ | 2004 DA34   | ۱۸ فوریه ۲۰۰۴   |
| ۱۷۴۹۷۲ | 2004 DE34   | ۱۸ فوریه ۲۰۰۴   |
| ۱۷۴۹۷۳ | 2004 DO38   | ۲۰ فوریه ۲۰۰۴   |
| ۱۷۴۹۷۴ | 2004 DB43   | ۲۳ فوریه ۲۰۰۴   |
| ۱۷۴۹۷۵ | 2004 DP44   | ۱۷ فوریه ۲۰۰۴   |
| ۱۷۴۹۷۶ | 2004 DA46   | ۱۹ فوریه ۲۰۰۴   |
| ۱۷۴۹۷۷ | 2004 DT49   | ۲۰ فوریه ۲۰۰۴   |
| ۱۷۴۹۷۸ | 2004 DZ50   | ۲۳ فوریه ۲۰۰۴   |
| ۱۷۴۹۷۹ | 2004 DP52   | ۲۵ فوریه ۲۰۰۴   |
| ۱۷۴۹۸۰ | 2004 DG58   | ۲۳ فوریه ۲۰۰۴   |
| ۱۷۴۹۸۱ | 2004 DO60   | ۲۶ فوریه ۲۰۰۴   |
| ۱۷۴۹۸۲ | 2004 DY74   | ۱۷ فوریه ۲۰۰۴   |
| ۱۷۴۹۸۳ | 2004 EK2    | ۱۲ مارس ۲۰۰۴    |
| ۱۷۴۹۸۴ | 2004 EE5    | ۱۱ مارس ۲۰۰۴    |
| ۱۷۴۹۸۵ | 2004 EV5    | ۱۱ مارس ۲۰۰۴    |
| ۱۷۴۹۸۶ | 2004 EV6    | ۱۲ مارس ۲۰۰۴    |
| ۱۷۴۹۸۷ | 2004 EK8    | ۱۳ مارس ۲۰۰۴    |
| ۱۷۴۹۸۸ | 2004 EU13   | ۱۱ مارس ۲۰۰۴    |
| ۱۷۴۹۸۹ | 2004 ET17   | ۱۲ مارس ۲۰۰۴    |
| ۱۷۴۹۹۰ | 2004 EB20   | ۱۴ مارس ۲۰۰۴    |
| ۱۷۴۹۹۱ | 2004 EW28   | ۱۵ مارس ۲۰۰۴    |
| ۱۷۴۹۹۲ | 2004 EU33   | ۱۱ مارس ۲۰۰۴    |
| ۱۷۴۹۹۳ | 2004 ED35   | ۱۲ مارس ۲۰۰۴    |
| ۱۷۴۹۹۴ | 2004 EW35   | ۱۳ مارس ۲۰۰۴    |
| ۱۷۴۹۹۵ | 2004 EM39   | ۱۵ مارس ۲۰۰۴    |
| ۱۷۴۹۹۶ | 2004 EF58   | ۱۵ مارس ۲۰۰۴    |
| ۱۷۴۹۹۷ | 2004 EH58   | ۱۵ مارس ۲۰۰۴    |
| ۱۷۴۹۹۸ | 2004 EF62   | ۱۲ مارس ۲۰۰۴    |
| ۱۷۴۹۹۹ | 2004 EZ62   | ۱۳ مارس ۲۰۰۴    |
| ۱۷۵۰۰۰ | 2004 ED64   | ۱۴ مارس ۲۰۰۴    |